# 라리사
라리사 (/ləˈrɪsə/; 그리스어: Λάρισα, Lárisa, el)는 그리스 테살리아주의 수도이자 가장 큰 도시이다. 2021년 인구 조사에 따르면 라리사 도심 인구는 148,562명으로 그리스에서 5번째로 인구가 많은 도시이다. 또한 라리사현의 현도이기도 하다. 라리사는 주요 농업 중심지이자 그리스의 교통 중심지로 볼로스 항구, 테살로니키 및 아테네와 도로 및 철도로 연결되어 있다. 2021년 기준 라리사시의 전체 인구는 164,095명이며, 라리사현의 인구는 268,963명에 달한다.
전설에 따르면 아킬레우스가 태어난 곳이다. "의학의 아버지"인 히포크라테스는 라리사에서 사망했다. 오늘날 라리사는 그리스의 중요한 상업, 교통, 교육, 농업 및 산업 중심지이다. 도심은 피네이오스강을 끼고 있으며, 동북쪽에는 올림포스산과 키사보스산이 있다.

## 신화
그리스 신화에 따르면 라리사는 손자인 페르세우스에게 우발적으로 살해된 아크리시오스가 건설했다고 전해진다. 또한 신이 사랑했던 영웅 펠레우스와 그의 아들 아킬레우스가 살았던 곳이다.
신화에 따르면 님프 라리사는 원초의 인간 펠라스고스의 딸이었다.
라리사라는 도시는 호메로스의 일리아스 제2권에 언급되어 있다. "히포토우스는 비옥한 라리사에 거주하는 펠라스고스 창병 부족을 이끌었으니, 히포토우스와 전쟁의 신의 후예인 필라에우스는 테우타모스의 아들 펠라스고스 레토스의 두 아들이었다." 이 단락에서 호메로스는 트로이 동맹국인 펠라스고이족이 라리사라는 도시에 살았음을 보여준다. 이 라리사는 아킬레우스가 태어난 도시와는 다른 도시였을 가능성이 높다. 일리아스에 트로이 동맹국으로 등장하는 라리사는 에게해 건너편의 트로아스에 있었다고 보인다.

## 역사

### 고대

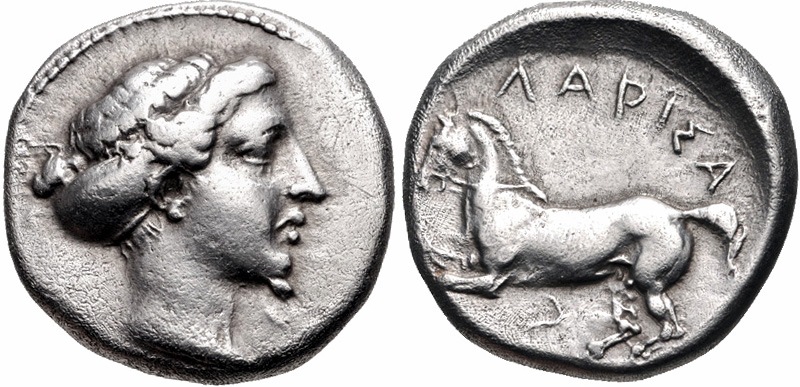
라리사 은화 (기원전 410-405년). 왼쪽을 바라보는 님프 라리사의 머리, 진주 귀걸이를 착용하고 사코스에 머리를 묶음 / ΛΑΡΙΣΑ 위, [IA] 아래 (역행), 고삐를 묶은 말이 오른쪽으로 질주하는 도시의 상징.

#### 선사 시대
이 지역에서 구석기 시대 인간 정착지 흔적이 발견되었지만, 선진 문화 지역과는 거리가 멀었다. 라리사 주변 지역은 매우 비옥했으며, 농업에서 중요했고 고전 고대 시대에는 말로 유명했다.

#### 고대 시대
라리사 (Λάρισα, Lárīsa)라는 이름은 원래 "요새"를 뜻하는 펠라스고이족어이다. 같은 이름의 고대 그리스 도시가 많았다. 테살리아 라리사의 이름은 귀족 가문인 알레우아다이와 관련된 기록에 처음으로 남아 있다. 또한 폴리스(도시 국가)이기도 했다.

#### 고전 시대
라리사는 고전 시대에 폴리스(도시 국가)였다. 라리사는 유명한 그리스 의사 히포크라테스와 유명한 철학자 레온티노이의 고르기아스가 사망한 곳으로 알려져 있다.

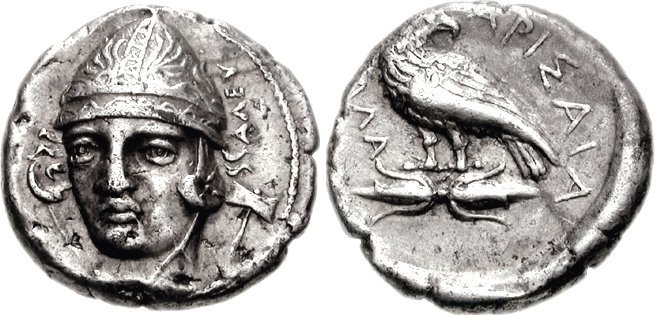
테살리아의 주화로 아마도 헬로크라테스 왕의 것으로 추정되는 알레우아스의 초상이 있다. 앞면은 약간 왼쪽을 향하고 원뿔형 투구를 쓴 알레우아스의 머리, 오른쪽에 ALEU가 새겨져 있으며 그 뒤에 양날도끼가 있다. 뒷면은 오른쪽으로 서서 왼쪽을 향한 독수리가 번개 위에 앉아있으며 그 위엔 각각 테살리아와 라리사를 뜻하는 왼쪽에 ELLA, 오른쪽에 LARISAYA가 새겨져 있다. 기원전 370~360년경 추정.

라리사가 다른 테살리아 도시와 공유하던 연방 주화 주조를 중단하고 기원전 5세기 후반에는 지역 특색을 가진 그림이 그려진 자체 주화를 발행하기 시작했다. 이 주화의 앞면은 도시의 이름의 유래가 된 지역 샘의 님프 라리사가 그려져 있다. 아마도 이 선택은 시라쿠사의 님프 아레투사를 묘사한 키몬의 유명한 주화에서 영감을 받았을 것이다. 뒷면은 다양한 자세의 말이 그려져 있다. 말은 평야 지대인 테살리아의 적절한 상징이었고, 이 지역은 말로 유명했다. 또한 보통 남성 인물도 그려져 있는데 아마도 테살리아의 동명의 영웅인 테살로스(Thessalos)로 보이며, 그는 아마도 이전의 많은 테살리아 연방 주화에서도 확인될 것이다.

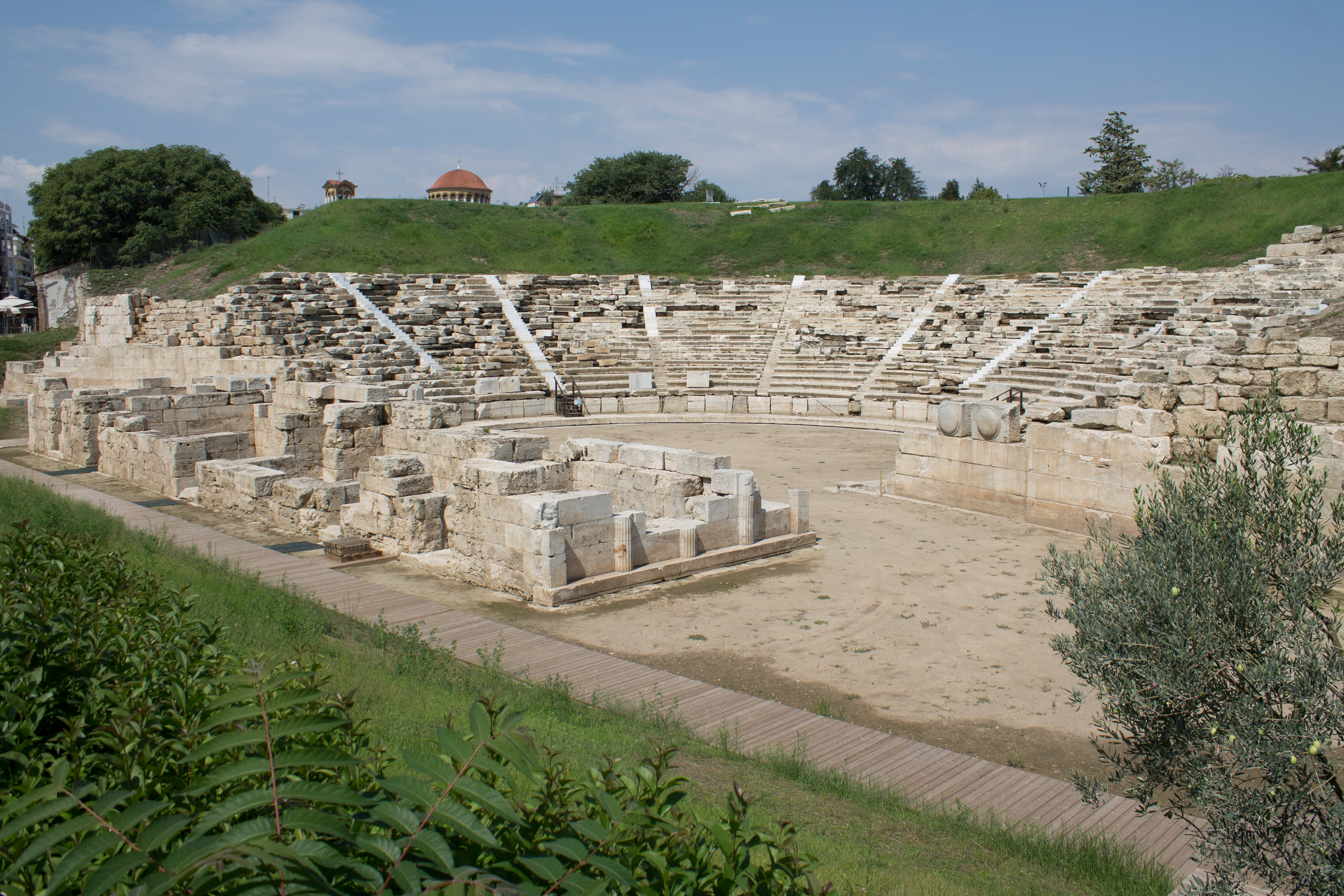
도시에 있는 제1고대극장의 모습. 기원전 3세기 말 안티고노스 2세 고나타스 통치 기간 고대 도시 중심부에 건설되었다. 이 극장은 기원후 3세기 말까지 6세기까지 사용되었다.

제1고대 그리스 극장 옆 보행자 거리

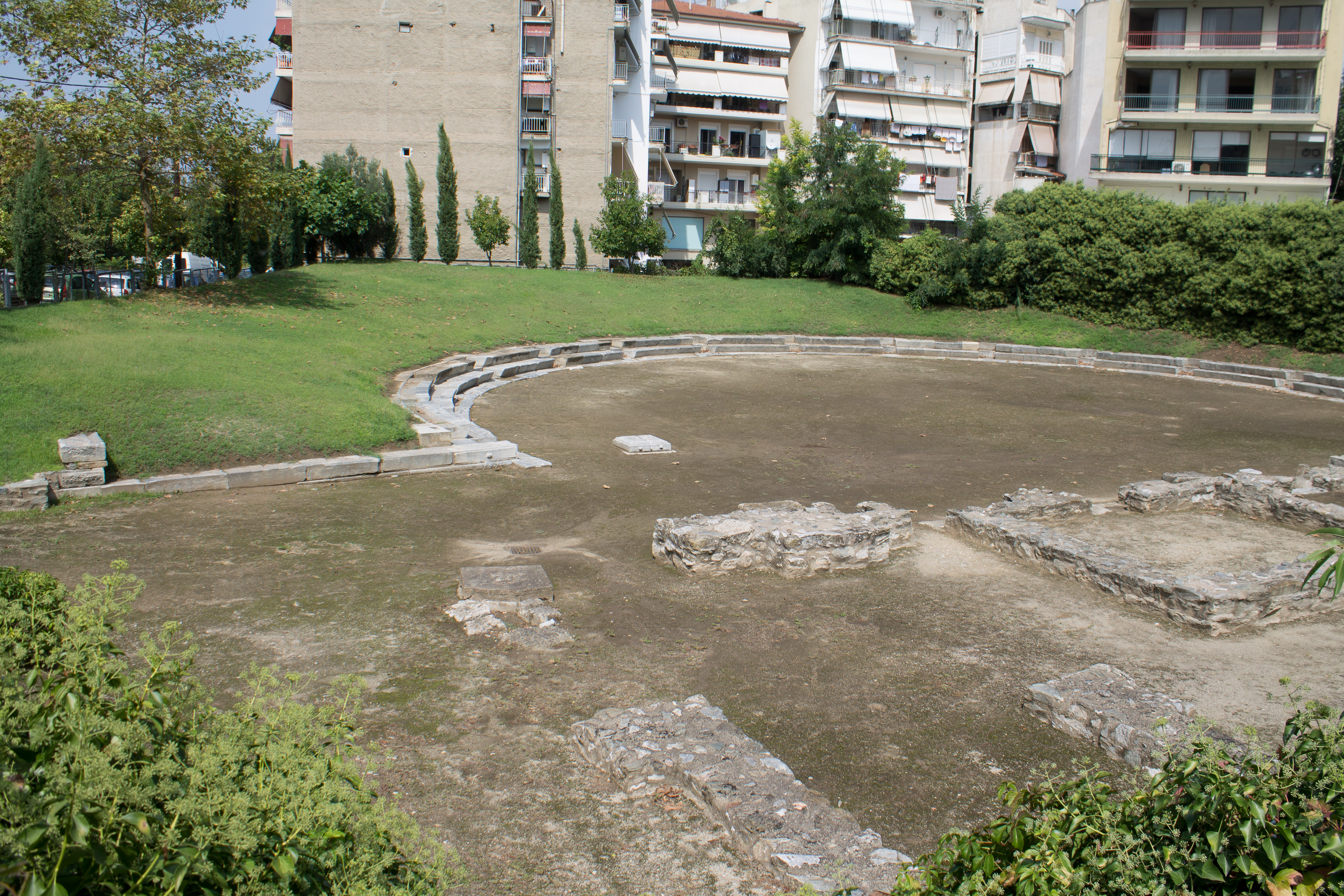
제2고대극장 유적

고대 동전과 비문에서 때로는 "Larisa"로 표기되는 라리사는 호메로스 시대의 아르기사(Argissa) 유적지 근처에 있다. 초기 테살리아가 주로 소수의 귀족 가문에게 통치될 때 중요 도시로 등장했으며, 알레우아다이의 지배를 받았고 그들의 권위는 펠라스기오티스 전체 지역으로 확장되었다. 이 강력한 가문은 기원전 369년 이전 수 세대 동안 연합 테살리아 군대의 스트라테고스를 지칭하는 지역 용어인 타구스(tagus)를 제공하는 특권을 가졌다. 알레우아다이의 주요 경쟁자는 약 40 km 남서쪽에 유적이 남아있는 크라논의 스코파다이였다.
라리사는 메논의 출생지였는데, 그는 크세노폰과 몇몇 다른 사람들과 함께 기원전 401년의 불운한 원정(크세노폰의 아나바시스에 재수록됨)에서 수천 명의 그리스인을 이끌었던 장군 중 한 명이었다. 이 원정은 페르시아의 왕 다리우스 2세의 아들인 소 키루스가 그의 형 아르타크세르크세스 2세를 전복하고 페르시아의 왕위를 차지하는 것을 돕기 위한 것이었다(메논은 플라톤의 자신의 이름을 딴 대화편에 등장하는데, 여기서 소크라테스는 메논에게 진정한 의견과 과학의 차이를 설명하기 위해 "라리사로 가는 길"의 예를 사용한다(메논, 97a–c). 이 "라리사로 가는 길"은 소크라테스 측에서 메논에게 자신의 진정한 "영원한" 집으로 가는 길을 상기시키려는 시도일 수 있으며, 이는 각 사람이 자신의 삶에서 찾아야 할 죽음에 이르러서야 도달하는 것이다).
이 도시의 민주적 헌법은 펠로폰네소스 전쟁에서 아테나이 편에 섰던 이유를 설명한다. 라리사 근처에서는 로마의 사투르날리아를 연상시키는 축제가 열렸는데, 이 축제에서 노예가 주인의 시중을 받았다. 고대 테살리아의 주요 도시로서 라리사는 테베인에게 점령되었고, 이후 기원전 344년에 필리포스 2세가 직접 합병했다. 기원전 302년에 데메트리오스 1세 폴리오르케테스가 잠시 점령했던 기간을 제외하고는 그 후로 쭉 마케도니아의 지배를 받았다.

#### 로마 시대
기원전 197년 필리포스 5세가 키노스케팔라이 전투에서 패배한 후 로마인과 조약을 체결한 곳이 라리사였고, 기원전 192년 안티오코스 3세 메가스가 대승을 거둔 곳도 라리사였다. 기원전 196년 라리사는 로마의 동맹국이 되었고 테살리아 동맹의 본부가 되었다.
라리사는 로마 제국 설립 이전에 벌어졌던 로마 내전과 관련하여 자주 언급되며, 그나이우스 폼페이우스 마그누스는 파르살루스 전투에서 패배한 후 이곳으로 피신했다.

### 중세 시대

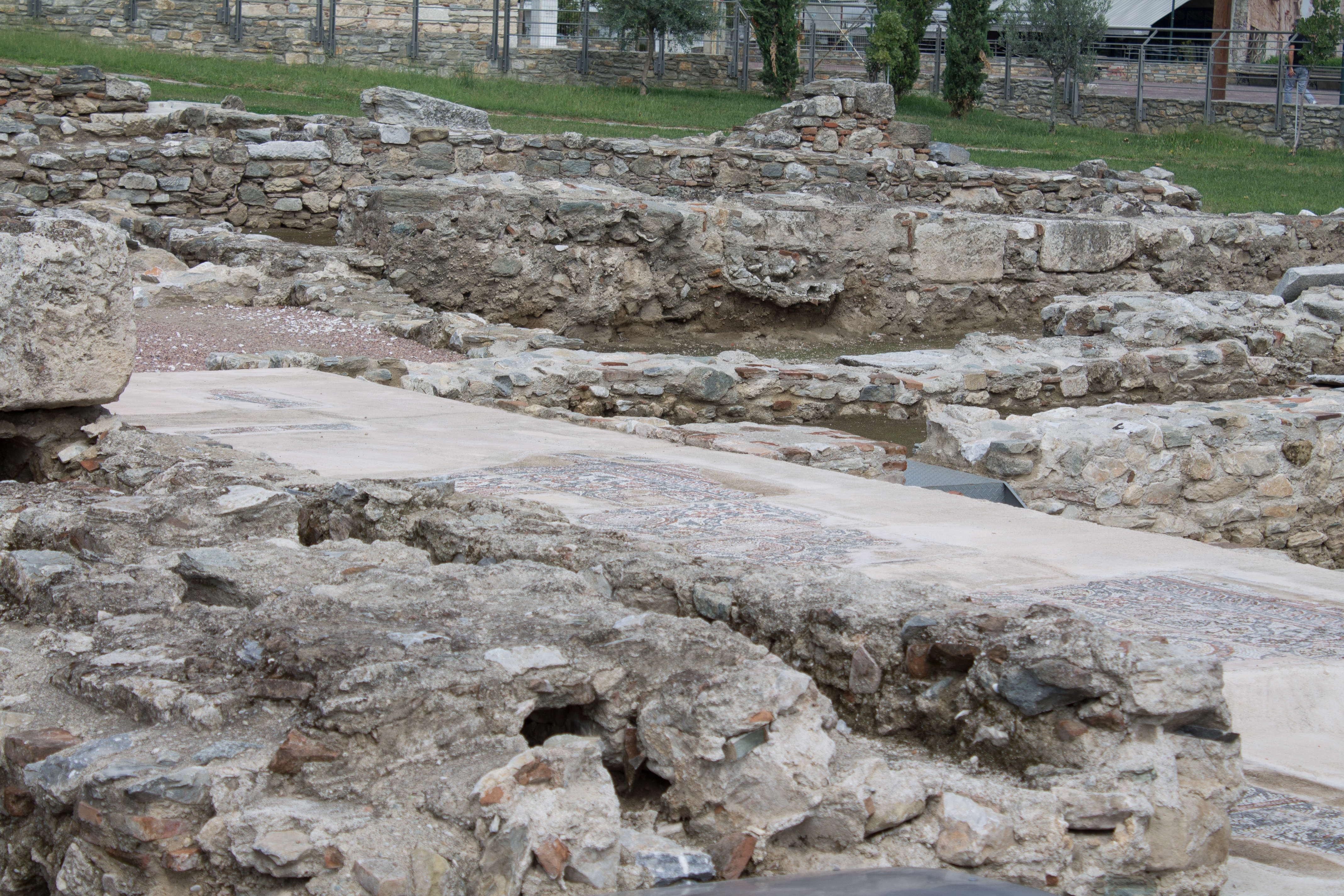
오스만 제국 시대에 파괴된 성 아킬리우스 대성당의 잔해

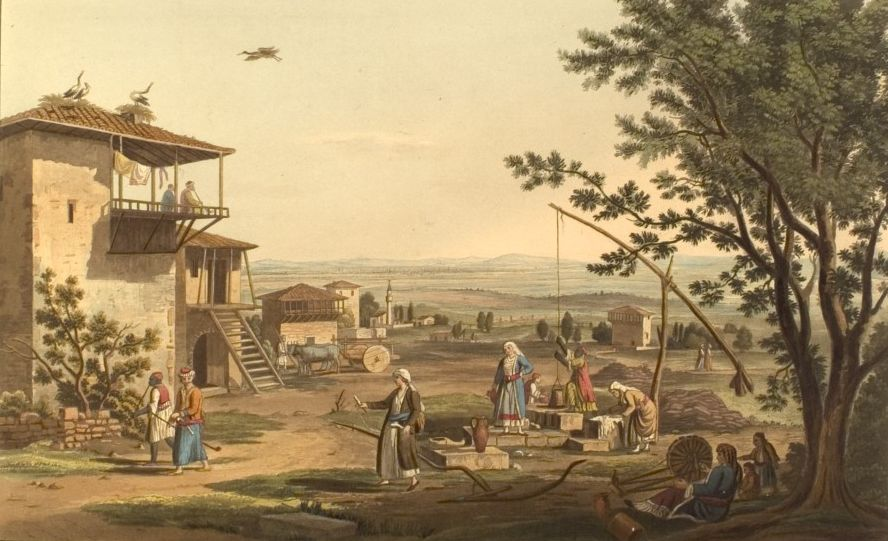
1820년대경 라리사 판화

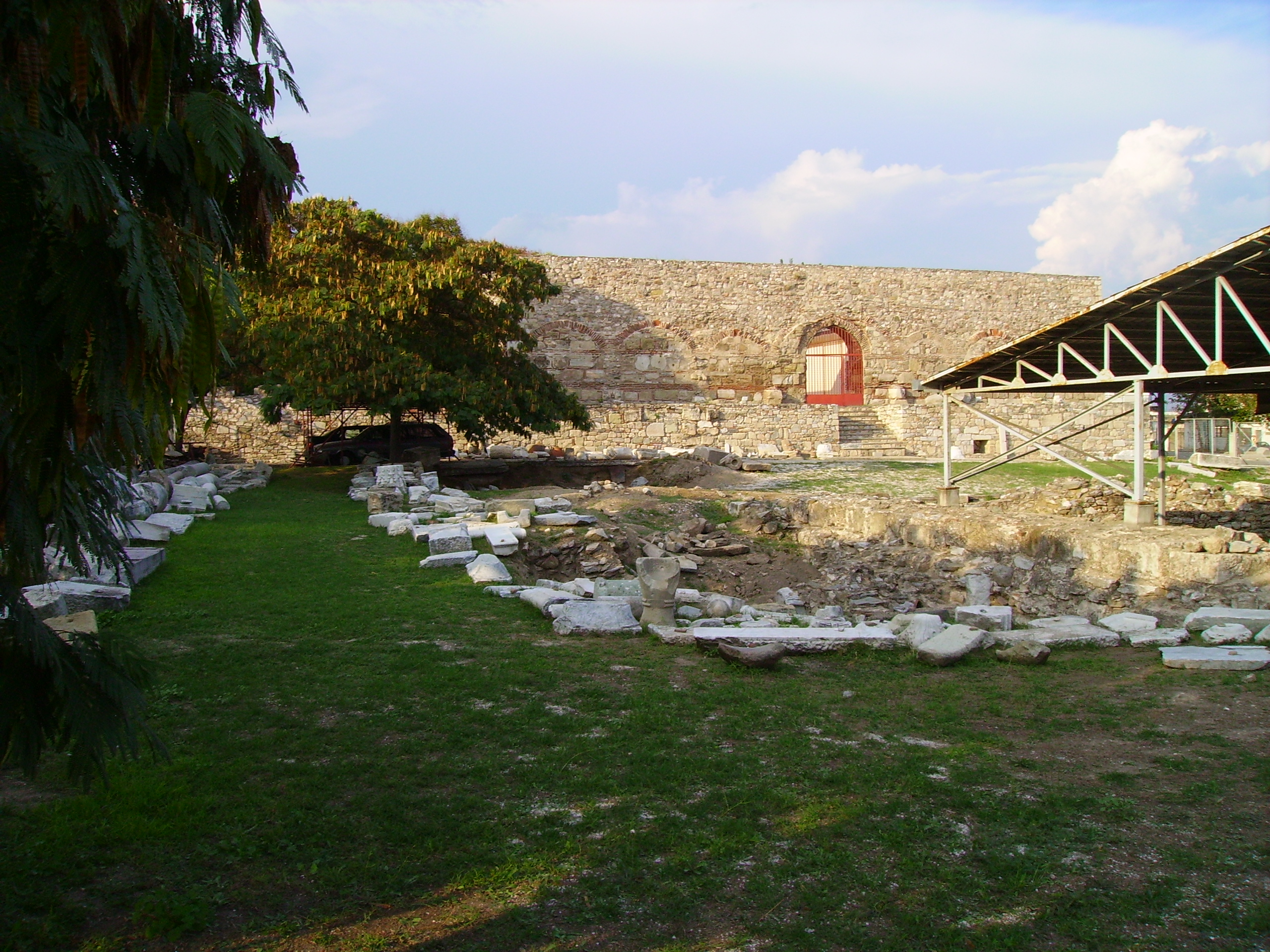
프루리오 언덕의 고고학 발굴 현장, 배경에는 라리사 베제스텐이 보인다.

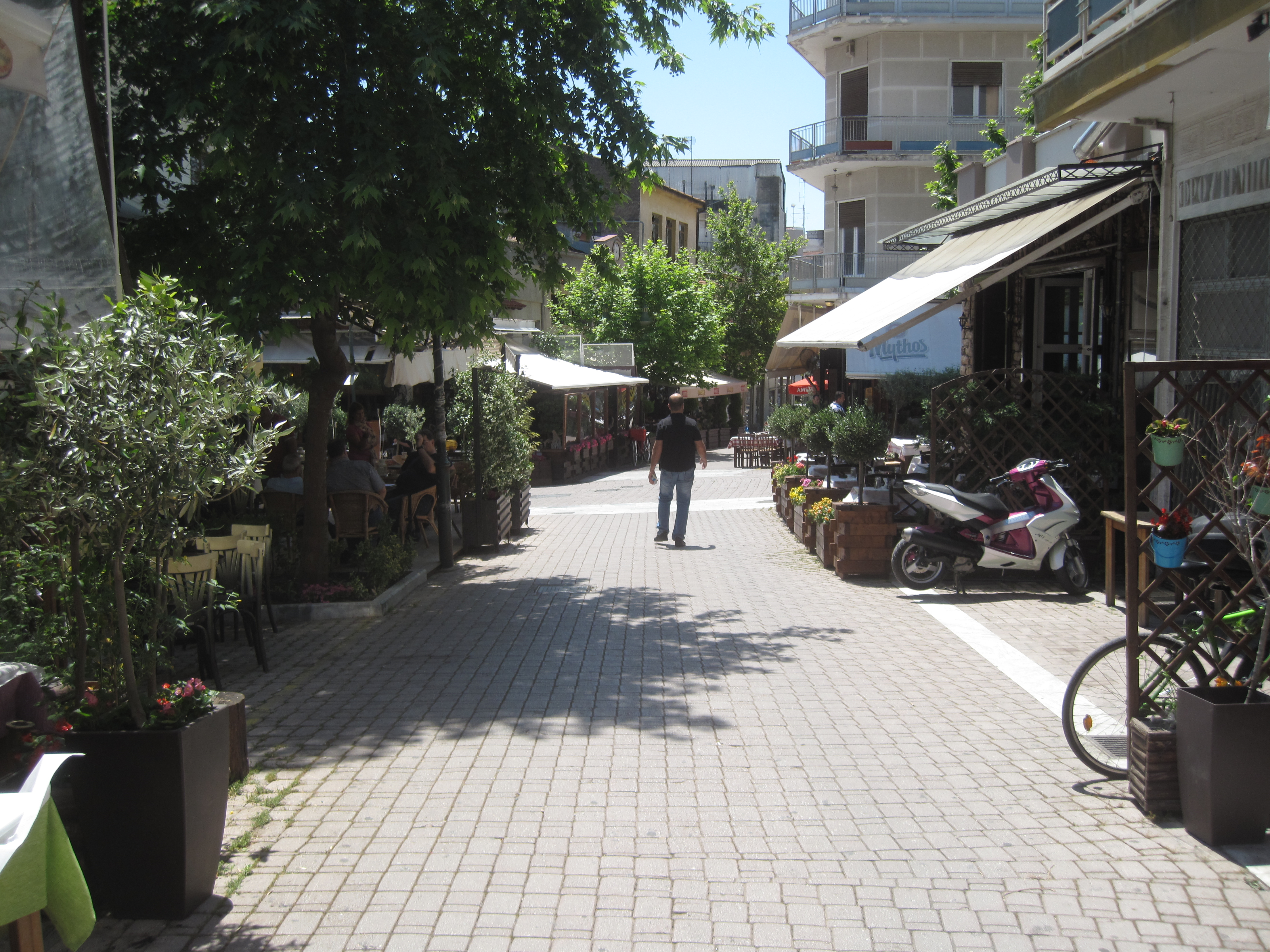
프루리오 지구의 거리

라리사는 5세기 후반에 동고트족에게 약탈당했지만, 비잔틴 황제 유스티니아누스 1세 통치 시기 재건되었다.
8세기에 라리사는 헬라스 테마의 중심지가 되었다. 986년에 불가리아의 사무일 차르에게 함락되었고, 그는 수호성인인 성 아킬레이오스의 유물을 프레스파로 가져갔다. 1082~1083년에는 보에몽 1세가 이끄는 이탈리아-노르만족에게 다시 포위되었으나 점령되진 않았다.
제4차 십자군 이후 테살로니카의 왕인 몬페라트의 보니파치오는 이 도시를 롬바르디아 남작들에게 주었으나, 이들은 1209년에 반란을 일으켜 라틴 황제 플랑드르의 앙리가 직접 진압했다. 라리사는 곧 에피로스가 탈환했다.

### 오스만 제국 시대
라리사는 1386/87년과 1390년대에 오스만 제국에게 정복되었지만, 1423년에 투라한 베이 시기 영구적으로 오스만 제국의 지배를 받게 되었다. 오스만 통치 하에서 라리사는 예니셰히르 이페나리("새로운 요새")로 알려졌다. 오스만 테살리아의 주요 도시이자 군사 기지로서 라리사는 주로 이슬람교도가 거주하는 도시였다. 1521년 (히즈라 927년) 이 도시에는 693가구의 이슬람교도와 75가구의 기독교도가 살고 있었으며, 곡빌긴(Gökbilgin, 1956)에 따르면 알바니아인과 유대인 공동체도 거주하고 있었다. 오스만 통치 기간 라리사 관구의 행정은 인근 도시인 트리칼라로 이전되어 1734년까지 이전되었고 이아코보스 2세 시기 트리칼라에서 라리사로 교구를 되돌려 오늘날의 라리사 및 티르나보스 대도시권을 설립했다.
17세기와 18세기에 무역 박람회가 열렸으며, 1770년에는 테살리아 파샤의 본거지도 이곳으로 옮겨졌다. 라리사는 그리스 독립 전쟁 동안 후르시드 파샤의 본부였다. 또한 모스크 (19세기 후반에도 4개가 여전히 사용 중이었다)와 무슬림 묘지로도 유명했다.
테살리아가 1881년 독립된 그리스 왕국의 일부가 될 때까지 오스만 제국의 통치 하로 남아 있었는데, 1897년 그리스-튀르크 전쟁 시기 잠시 그리스군이 점령했다 오스만 군대가 다시 점령했다. 19세기 후반에는 알리 파샤가 모은 군대의 흥미로운 잔재인 수단 출신 아프리카인들이 거주하는 작은 마을이 도시 외곽에 여전히 있었다.
19세기에는 피혁, 면섬유, 견섬유 및 담배를 생산했다. 배수 불량과 강 범람으로 인해 열병과 오한이 만연했으며, 사망률이 출생률보다 높았다.

### 현대 그리스 시대

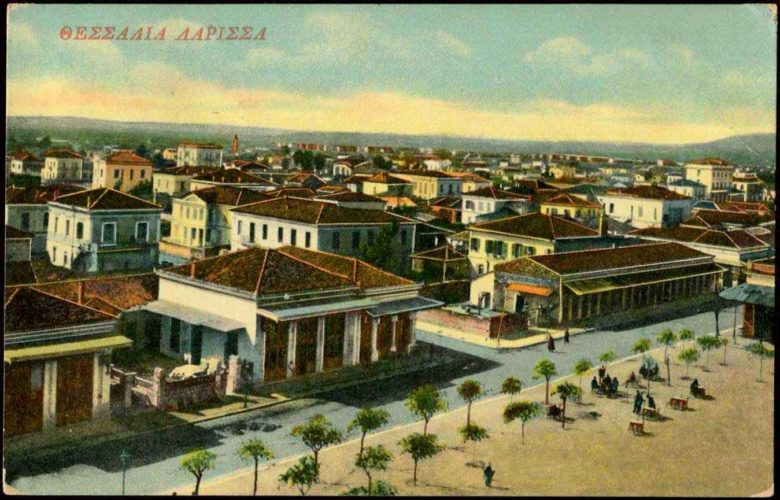
1910년 알렉산드라 거리를 그린 도시 엽서

1881년 라리사는 테살리아의 나머지 지역과 함께 알렉산드로스 쿠문도로스 총리 재임 기간 그리스 왕국에 편입되었다. 1881년 8월 31일, 스칼라토스 수초스 장군이 이끄는 그리스군 부대가 라리사에 입성했다. 상당수의 튀르키예인이 이 시점에 오스만 제국 본토로 이주했다. 새로운 시대에 도시는 그리스 정부의 지휘하에 점차 확장되고 재건되기 시작했다.

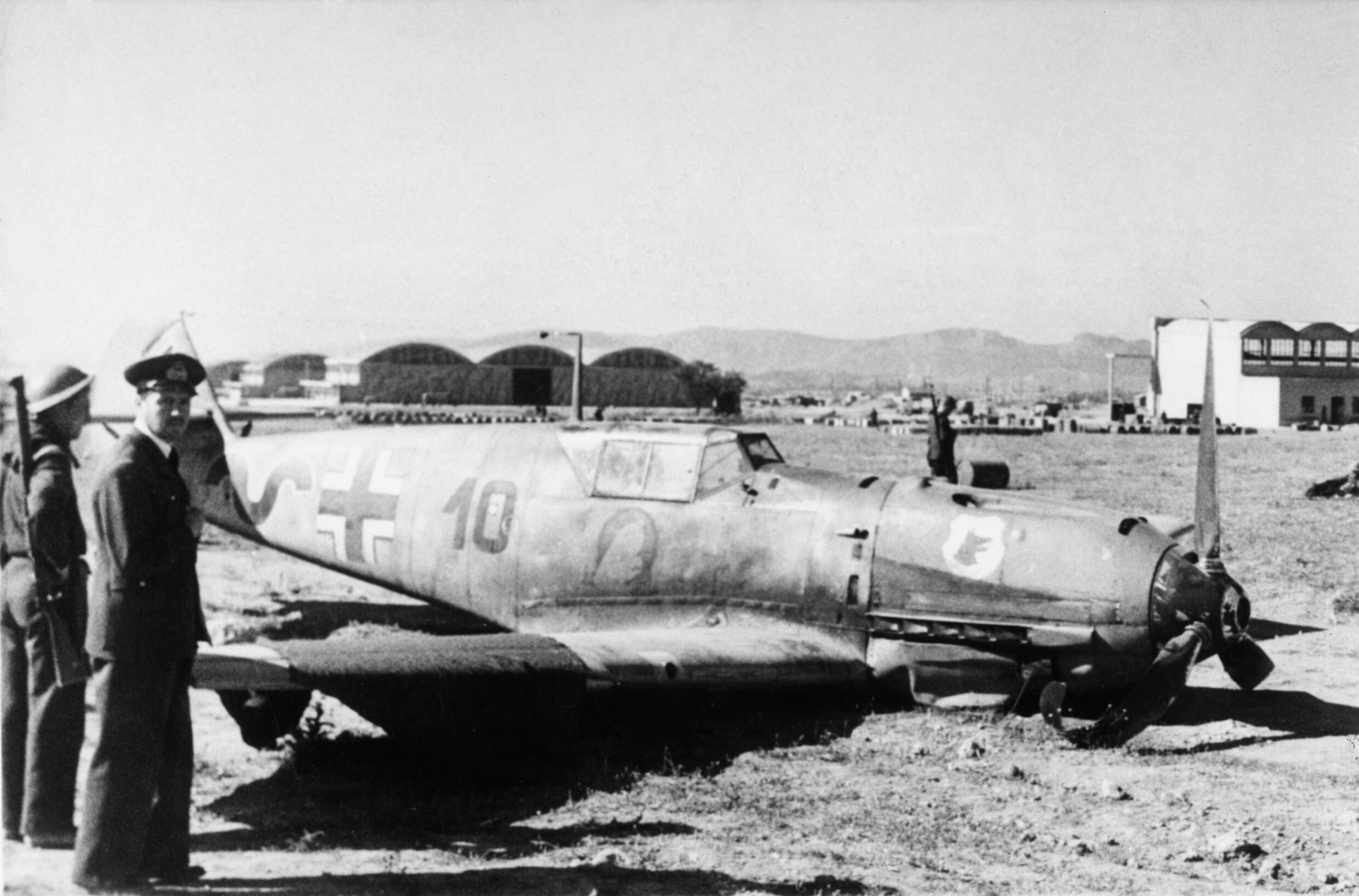
제2차 세계 대전 기간 영국 공군 조종사에게 격추되어 라리사 군비행장에 불시착한 독일 메서슈미트

1897년 그리스-튀르크 전쟁 시기 라리사는 그리스 왕자 콘스탄티노스 1세의 본부였다. 그리스 군이 이곳에서 파르살라로 도피한 것은 1897년 4월 23일이었다. 튀르키예군은 이틀 후 도시에 입성했다. 평화 조약이 체결된 후, 튀르키예군이 철수했고 라리사는 영구적으로 그리스로 넘어갔다. 이는 1898년에 추가적인 튀르키예인들의 대탈출로 이어졌다. 16세기 초에 건설되었던 하산 베이 모스크는 1908년에 철거되었다.
1941년부터 1944년까지 추축국 점령 기간 이 도시의 유대인 공동체(기원전 2세기로 거슬러 올라감, 로마니오테 참조)는 심각한 손실을 입었다. 오늘날 이 도시에는 홀로코스트 기념비와 시나고그가 있다.

### 제2차 세계 대전 이후

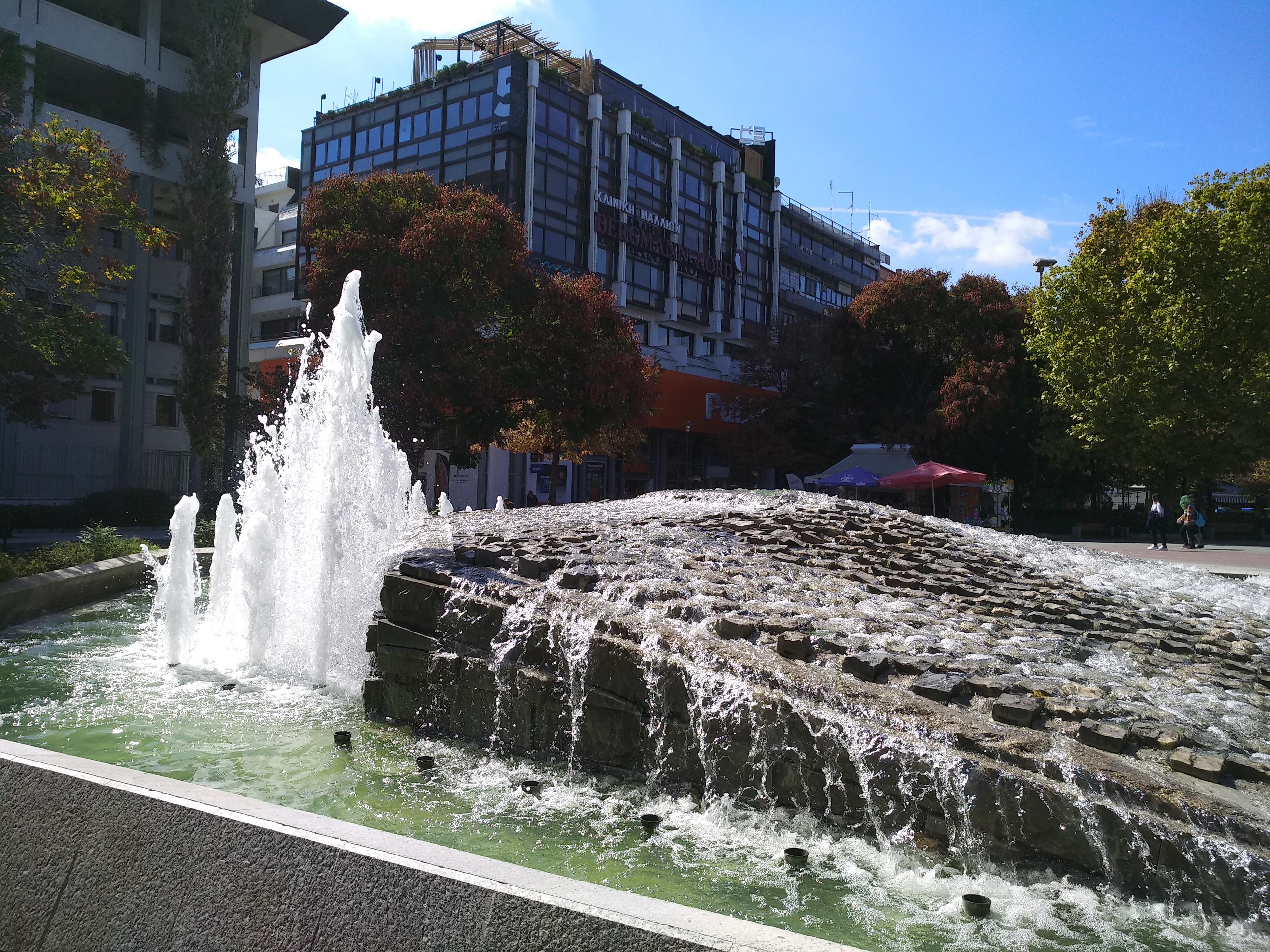
라리사 중앙 광장(사프카, 구 테미도스)의 '흐르는 강' 분수

제2차 세계 대전 이후 도시는 빠르게 확장되었다. 오늘날 라리사는 많은 광장, 주점, 카페를 갖춘 네 번째로 큰 그리스 도시이다. 군 병원 한 곳을 포함하여 세 개의 공립 병원이 있다. 그리스 공군 본부와 북대서양 조약 기구 그리스 본부가 있다. 의과대학과 생화학-생명공학 대학, 그리스 국내에서 세 번째로 큰 기술 연구소가 있다. 제곱미터당 녹지 면적 비율이 그리스 도시 중 1위를 차지하며, 1인당 술집-주점-레스토랑 비율도 가장 높다. 또한 두 개의 공립 도서관과 다섯 개의 박물관이 있다.

## 교회사

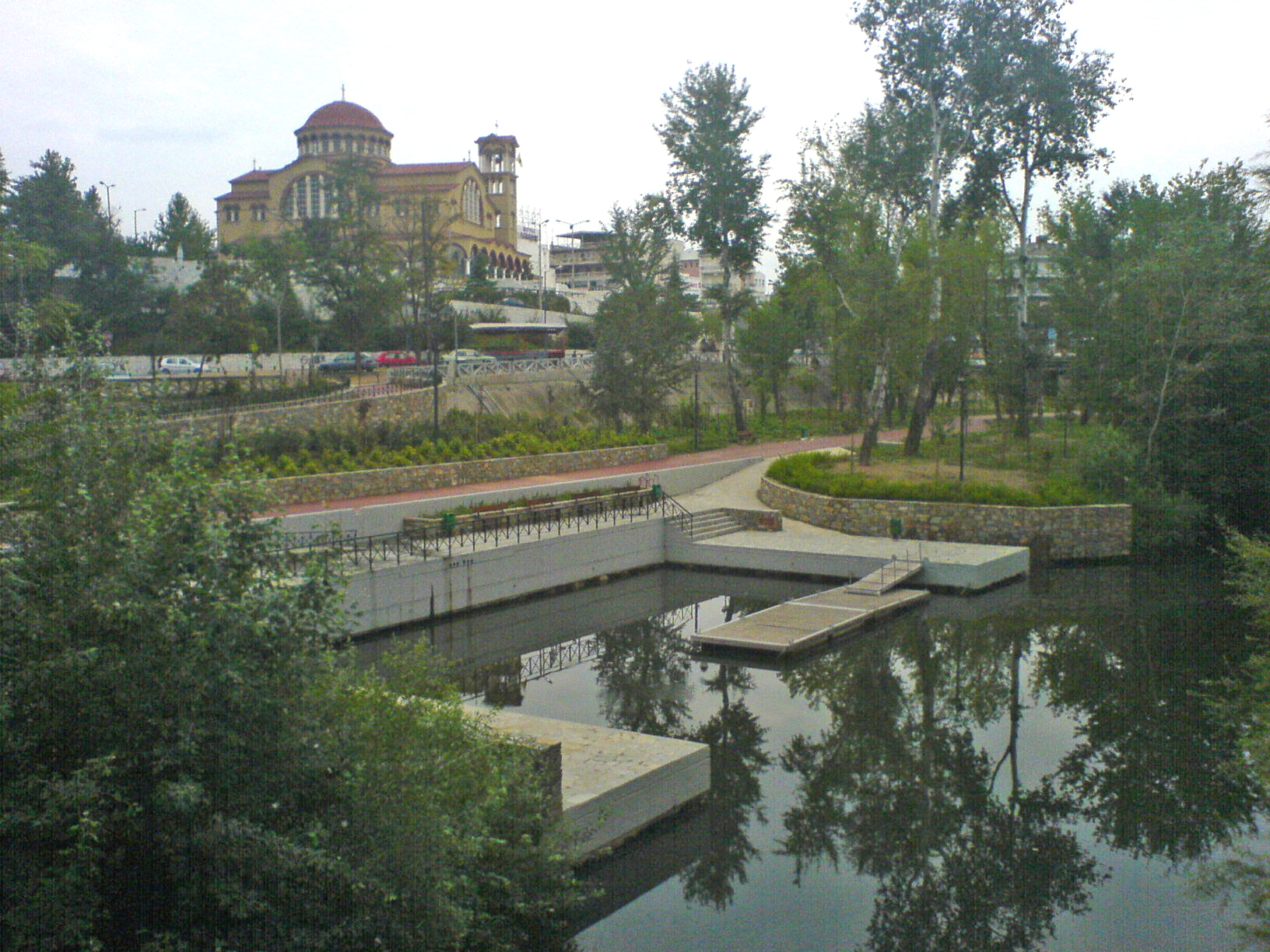
피네이오스강과 도시의 수호성인 성 아킬리우스 교회

라리사에 일찍이 기독교가 전파되었지만 첫 주교는 니케아 공의회 당시인 325년에야 기록되었다. 4세기의 성 아킬리우스는 자신이 일으킨 기적으로 유명하다. 르 키앵은 4세기부터 18세기까지 29명의 주교를 인용한다. 가장 유명한 주교는 예레미아스 2세이었는데 그는 733년까지 교구를 지켰고, 그 해 레온 3세 황제가 교구를 로마 교황의 관할권에서 콘스탄티노폴리스 총대주교청으로 이전했다. 10세기 초에는 10개의 보좌 교구가 있었고 이후 그 수가 증가하여 1175년경 마누일 1세 콤니노스 황제 치하에서는 28개에 달했다. 15세기 말 오스만 제국의 지배 하에서는 10개의 보좌구만이 남아 있었으며 점차 줄어들다가 마침내 사라졌다.

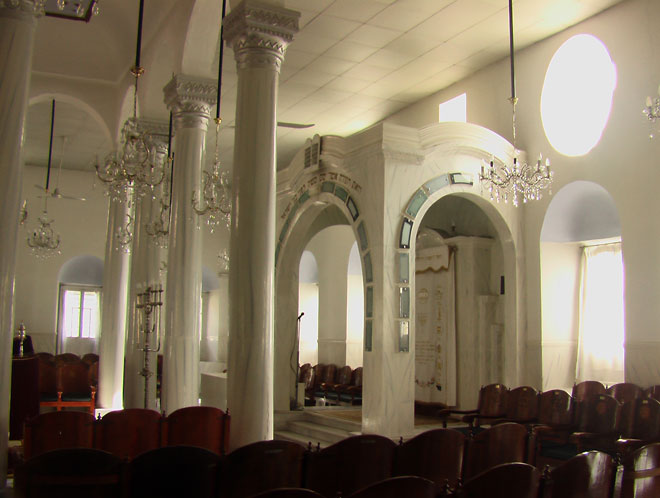
라리사 유대인 시나고그 내부

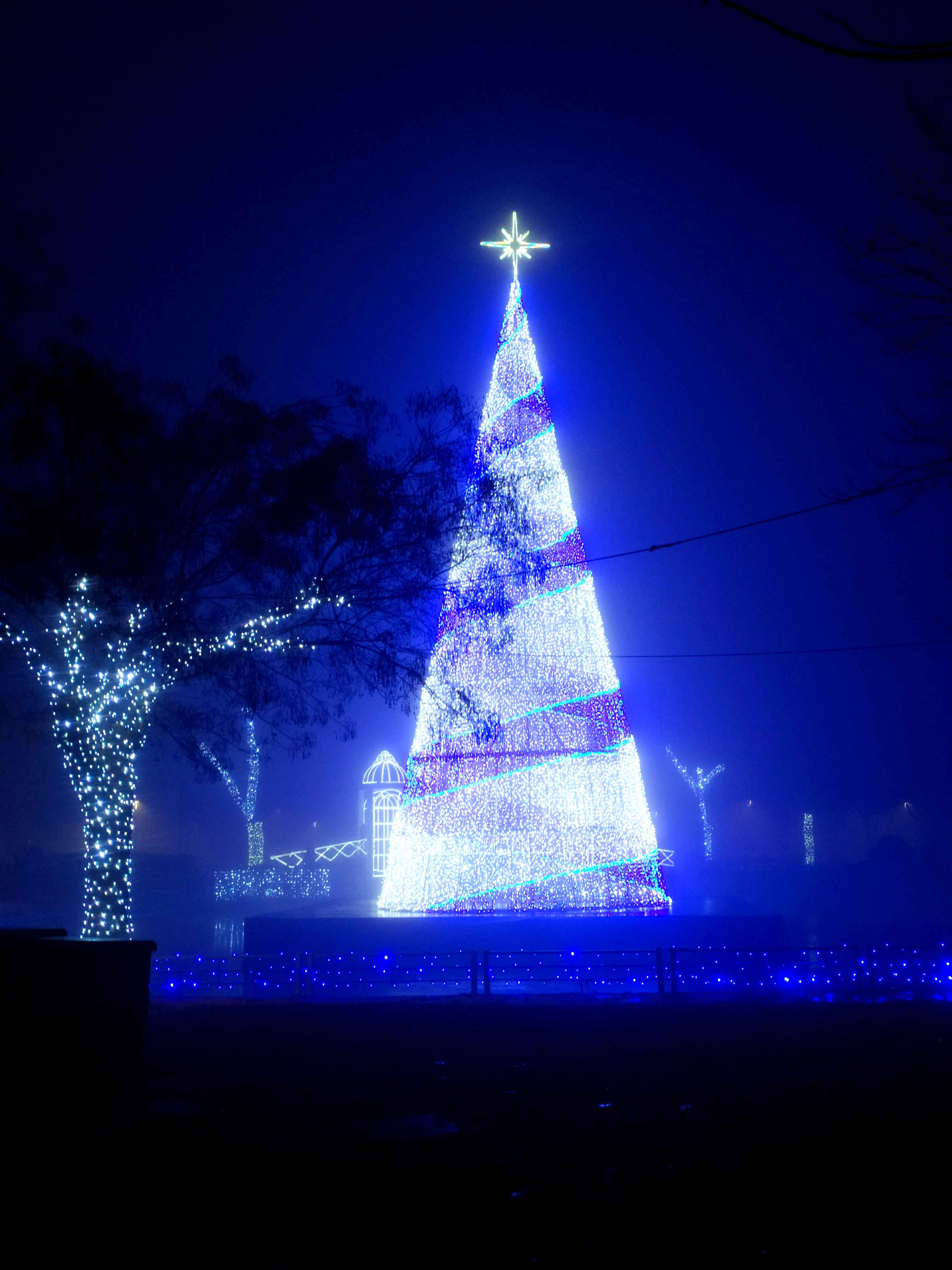
성 아킬리우스 근처의 공공 크리스마스 트리

라리사는 그리스 교회의 정교회 대교구이다.
또한 13세기 초에 잠시 라틴 대교구에 속했으며 현재는 로마 가톨릭 교회의 라틴 수도 대교구(최고 등급) 명목상 교구로 남아 있는데 이는 시리아 라리사의 라틴 주교(하위 등급) 명목상 교구와 혼동해서는 안 된다. 오늘날 도시에는 가톨릭 교회(예수 성심 성당)가 있다.

## 명소
프루리오 언덕에서 중앙 광장까지 이어지는 지역에는 도시의 주요 랜드마크가 있는 구시가지가 있다. 도시의 대표적인 명소는 다음과 같다.
- 프루리오 언덕과 인접한 제1고대 그리스 극장 지역.
- 피네이오스강은 성 아킬리우스 교회와 피네이오스강의 울창한 강둑 옆 알카자르 공원 근처의 도심을 가로지른다.
- 라리사의 제1고대 그리스 극장 - 기원전 3세기에 건설되었다.
- 제2고대극장 - 기원전 1세기에 건설되었다.
- 성 아킬리우스 대성당 - 도시의 수호성인 성 아킬리우스에게 봉헌된 초기 비잔틴 대성당 유적.
- 성 아킬리우스 대성당 교회.
- 라리사 베제스텐 - 15세기에 건설되었으며 오스만 제국의 실내 시장이었고 19세기에는 화약고와 요새로도 사용되었다.
- 예니 모스크 - 19세기 신고전주의 양식으로 지어진 희귀한 모스크로 현재 박물관으로 사용된다.
- 오스만 목욕탕은 15세기에 건설되었다고 추정된다.
- 히포크라테스의 비석 기념물 및 기원전 4세기의 포세이돈에게 봉헌된 헌정 비석, 그 외 많은 고대 유적과 기념물.
- 라리사 시대사 박물관
- 파파스 방앗간, 시네 팰리스 (건축가 콜로넬로), 하로코포스 타워 (건축가 아나스타시오스 메탁사스, 1902년 건설, 2022년 현재 붕괴 위험), 아베로페이오스 농업 학교의 신고전주의 복합 단지 (1908년 건설)와 같이 건축적으로 보존된 것으로 등재된 역사적 건물들.

## 지리

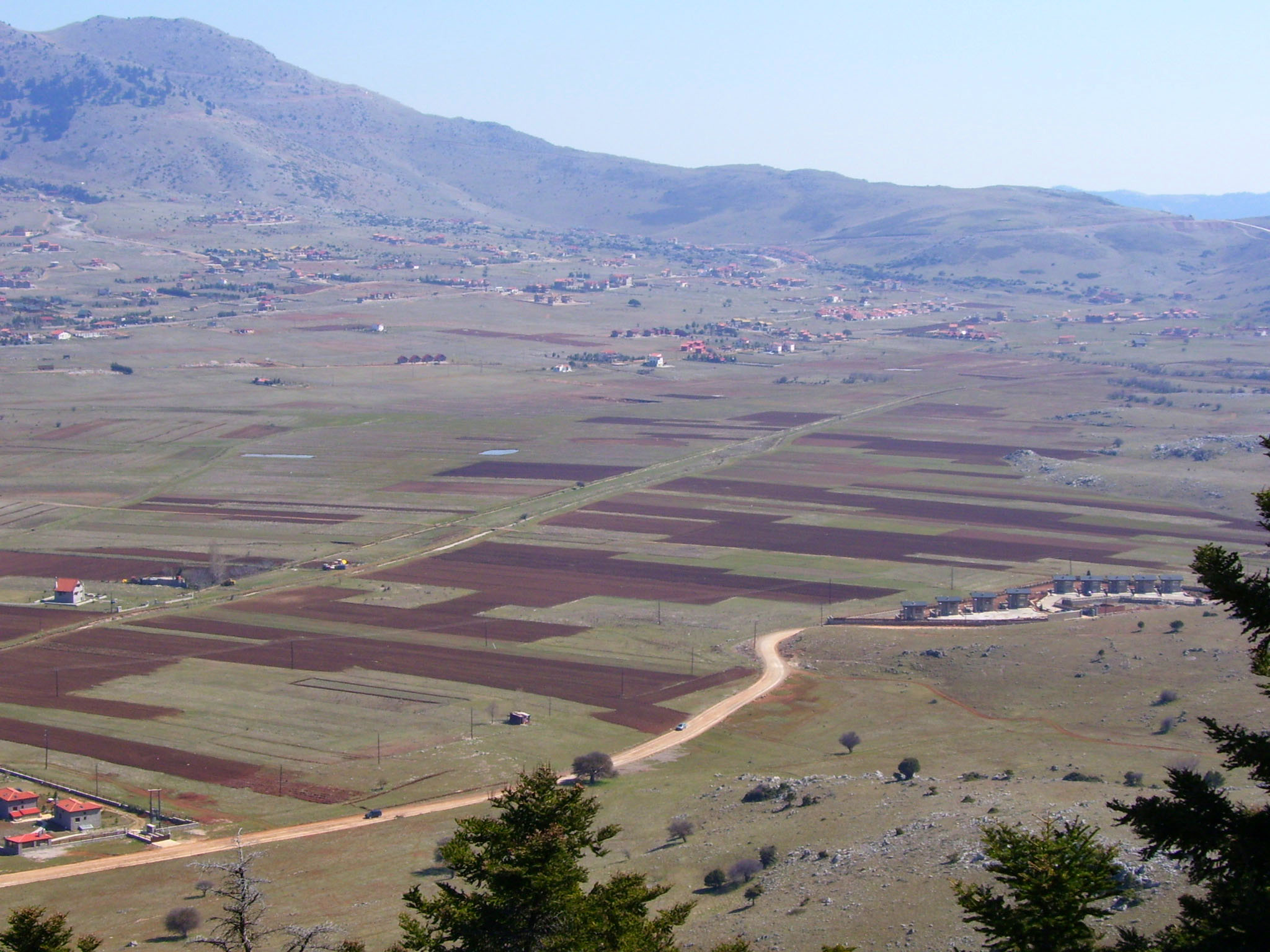
라리사평야

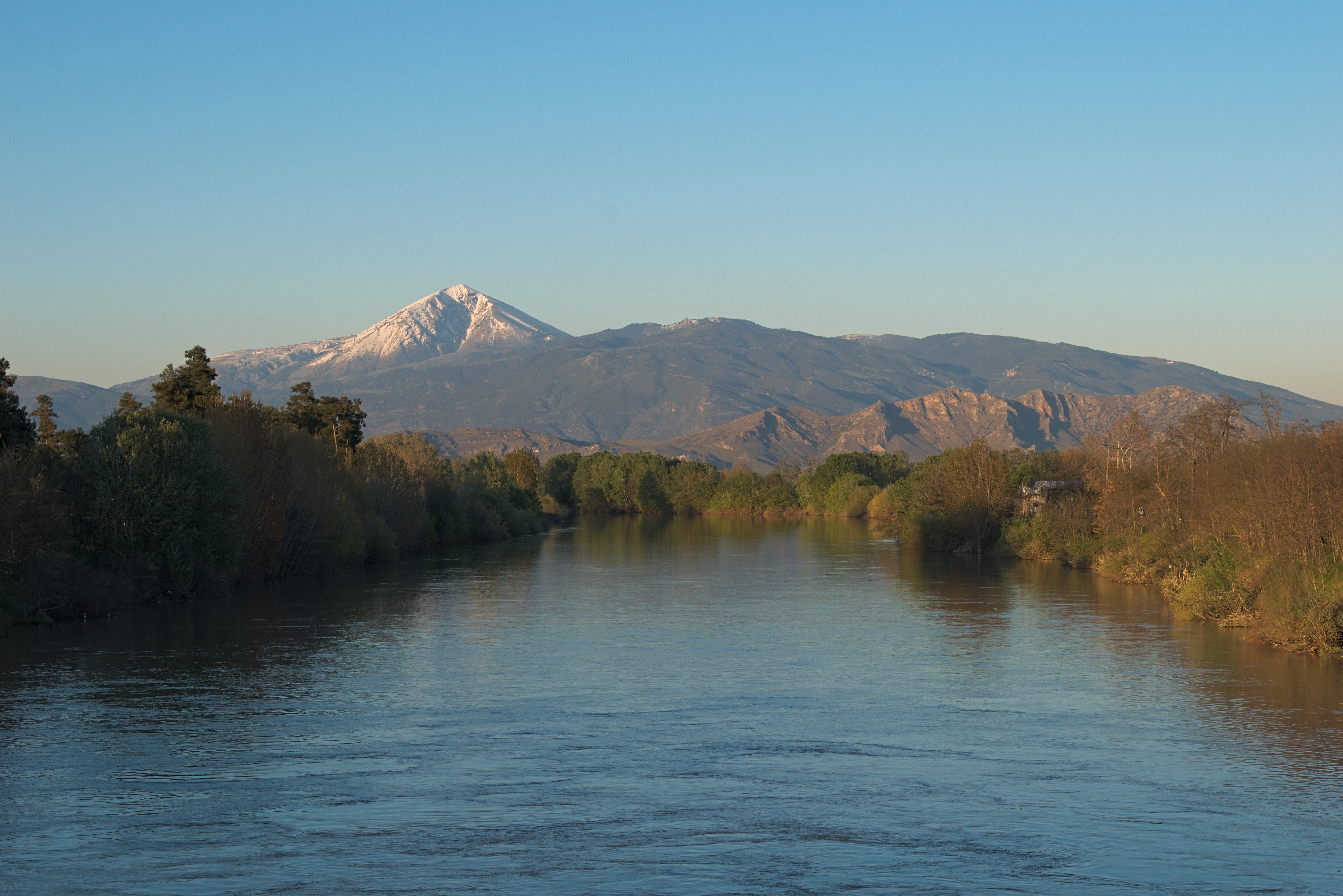
라리사의 피네이오스강 다리에서 본 키사보스산

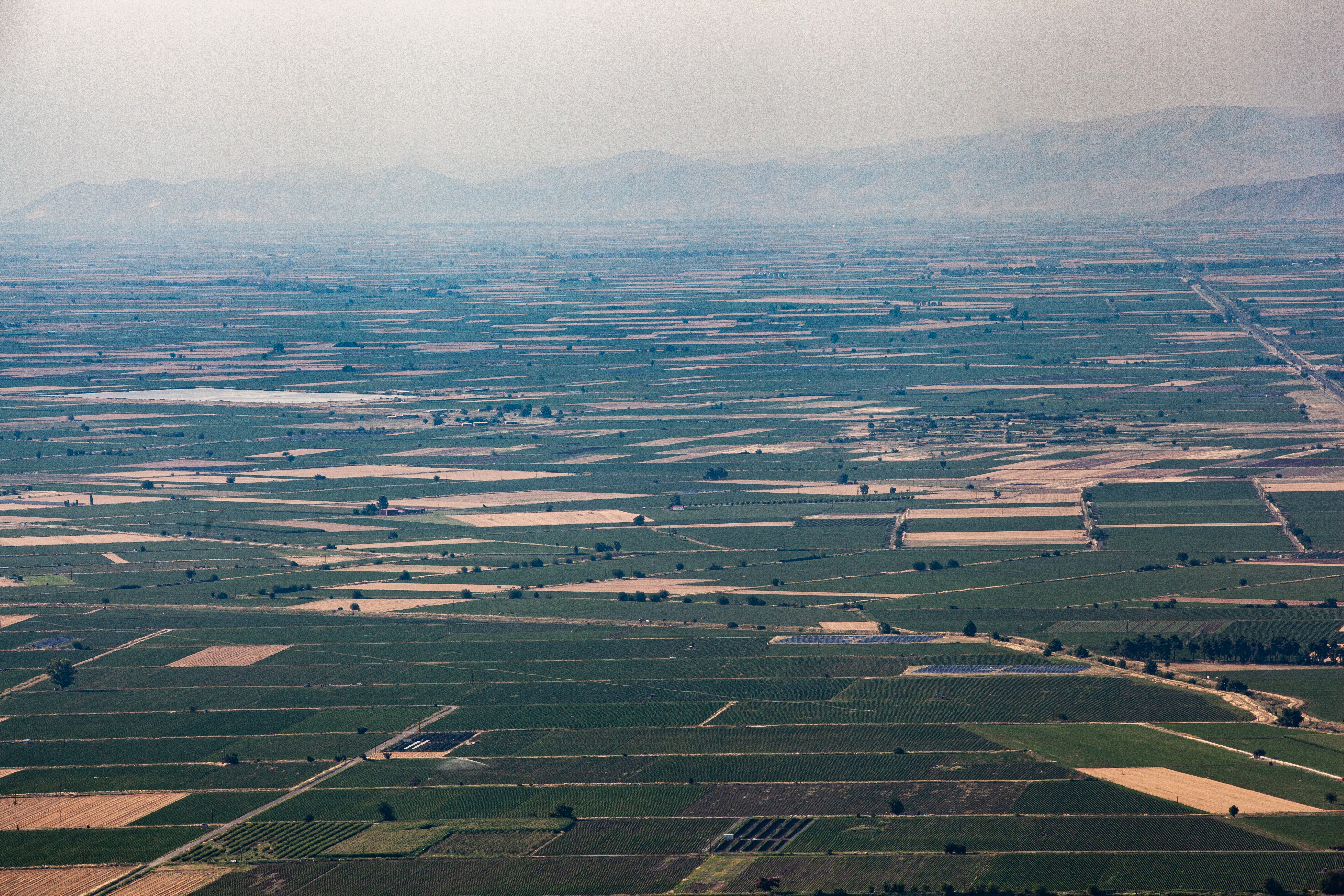
도모코스 고지대에서 본 라리사 평야

라리사는 테살로니키에서 남서쪽으로 약 120 km 떨어져 있으며, 아테네에서 북서쪽으로 약 210 km 떨어져 있다.
E75, E65와 같은 여러 고속도로와 아테네에서 테살로니키(살로니카)로 이어지는 주요 철도가 테살리아를 통과한다. 이 지역은 라리사에서 가까운 (약 60 km) 중앙 그리스 국제공항을 통해 유럽 다른 곳과 직접 연결되어 있다. 라리사는 피네이오스강에 접해 있다.
라리사 시의 면적은 335.98 km2 (129.72 mi2)이고, 라리사시의 면적은 122.586 km2 (47.331 mi2)이며, 라리사 지자체의 면적은 88.167 km2 (34.041 mi2)이다.
라리사는 올림포스산, 키사보스산, 메테오라, 플라스티라 호수, 필리오 등과 같은 장소와 가깝다.
토성의 자연 위성인 디오네 표면의 깊은 균열인 라리사 카즈마는 라리사의 이름을 따서 명명되었다.

### 기후
라리사의 기후는 건조한 여름과 다소 습한 겨울과 같은 지중해성 기후(Csa) 특성을 가진 쌀쌀한 스텝 기후(쾨펜의 기후 구분 상 BSk)이다. 겨울은 춥고 눈이 내릴 수 있지만 많이 내리는 경우는 드물다. 여름은 특히 덥고, 매년 며칠 동안 40 °C (104 °F)에 근접하거나 그 이상의 기온이 나타난다. 여름철 뇌우는 때때로 강렬하여 농업 피해를 일으킬 수 있다. 라리사는 연간 약 413 mm (16 in)의 비가 내리고 연평균 기온은 15.4 °C (59.7 °F)이다.
| 라리사, 1981년~2010년 평균의 기후 | 라리사, 1981년~2010년 평균의 기후 | 라리사, 1981년~2010년 평균의 기후 | 라리사, 1981년~2010년 평균의 기후 | 라리사, 1981년~2010년 평균의 기후 | 라리사, 1981년~2010년 평균의 기후 | 라리사, 1981년~2010년 평균의 기후 | 라리사, 1981년~2010년 평균의 기후 | 라리사, 1981년~2010년 평균의 기후 | 라리사, 1981년~2010년 평균의 기후 | 라리사, 1981년~2010년 평균의 기후 | 라리사, 1981년~2010년 평균의 기후 | 라리사, 1981년~2010년 평균의 기후 | 라리사, 1981년~2010년 평균의 기후 |
| 월                                | 1월                               | 2월                               | 3월                               | 4월                               | 5월                               | 6월                               | 7월                               | 8월                               | 9월                               | 10월                              | 11월                              | 12월                              | 연간                              |
| --------------------------------- | --------------------------------- | --------------------------------- | --------------------------------- | --------------------------------- | --------------------------------- | --------------------------------- | --------------------------------- | --------------------------------- | --------------------------------- | --------------------------------- | --------------------------------- | --------------------------------- | --------------------------------- |
| 일평균 최고 기온 °C (°F)          | 10.2 (50.4)                       | 11.8 (53.2)                       | 15.4 (59.7)                       | 20.0 (68.0)                       | 26.0 (78.8)                       | 31.6 (88.9)                       | 33.4 (92.1)                       | 32.9 (91.2)                       | 28.6 (83.5)                       | 22.5 (72.5)                       | 15.3 (59.5)                       | 10.5 (50.9)                       | 21.6 (70.9)                       |
| 일일 평균 기온 °C (°F)            | 5.4 (41.7)                        | 6.4 (43.5)                        | 9.5 (49.1)                        | 13.5 (56.3)                       | 18.8 (65.8)                       | 23.9 (75.0)                       | 26.0 (78.8)                       | 25.5 (77.9)                       | 21.5 (70.7)                       | 16.5 (61.7)                       | 10.5 (50.9)                       | 6.4 (43.5)                        | 15.4 (59.7)                       |
| 일평균 최저 기온 °C (°F)          | 0.7 (33.3)                        | 1.1 (34.0)                        | 3.6 (38.5)                        | 6.9 (44.4)                        | 11.5 (52.7)                       | 16.1 (61.0)                       | 18.5 (65.3)                       | 18.1 (64.6)                       | 14.4 (57.9)                       | 10.5 (50.9)                       | 5.7 (42.3)                        | 2.2 (36.0)                        | 9.1 (48.4)                        |
| 평균 강우량 mm (인치)             | 29.9 (1.18)                       | 33.5 (1.32)                       | 35.2 (1.39)                       | 39.5 (1.56)                       | 40.9 (1.61)                       | 19.8 (0.78)                       | 18.5 (0.73)                       | 19.6 (0.77)                       | 12.9 (0.51)                       | 44.2 (1.74)                       | 67.4 (2.65)                       | 51.2 (2.02)                       | 412.6 (16.26)                     |
| 평균 강우일수 (≥ 1.0 mm)          | 5                                 | 6                                 | 6                                 | 6                                 | 5                                 | 3                                 | 2                                 | 2                                 | 2                                 | 5                                 | 7                                 | 7                                 | 56                                |
| 출처: meteo-climat-bzh            |                                   |                                   |                                   |                                   |                                   |                                   |                                   |                                   |                                   |                                   |                                   |                                   |                                   |

| 라리사, 1961년~1990년 평균 (1955년~2024년 극값)의 기후 | 라리사, 1961년~1990년 평균 (1955년~2024년 극값)의 기후 | 라리사, 1961년~1990년 평균 (1955년~2024년 극값)의 기후 | 라리사, 1961년~1990년 평균 (1955년~2024년 극값)의 기후 | 라리사, 1961년~1990년 평균 (1955년~2024년 극값)의 기후 | 라리사, 1961년~1990년 평균 (1955년~2024년 극값)의 기후 | 라리사, 1961년~1990년 평균 (1955년~2024년 극값)의 기후 | 라리사, 1961년~1990년 평균 (1955년~2024년 극값)의 기후 | 라리사, 1961년~1990년 평균 (1955년~2024년 극값)의 기후 | 라리사, 1961년~1990년 평균 (1955년~2024년 극값)의 기후 | 라리사, 1961년~1990년 평균 (1955년~2024년 극값)의 기후 | 라리사, 1961년~1990년 평균 (1955년~2024년 극값)의 기후 | 라리사, 1961년~1990년 평균 (1955년~2024년 극값)의 기후 | 라리사, 1961년~1990년 평균 (1955년~2024년 극값)의 기후 |
| 월                                                     | 1월                                                    | 2월                                                    | 3월                                                    | 4월                                                    | 5월                                                    | 6월                                                    | 7월                                                    | 8월                                                    | 9월                                                    | 10월                                                   | 11월                                                   | 12월                                                   | 연간                                                   |
| ------------------------------------------------------ | ------------------------------------------------------ | ------------------------------------------------------ | ------------------------------------------------------ | ------------------------------------------------------ | ------------------------------------------------------ | ------------------------------------------------------ | ------------------------------------------------------ | ------------------------------------------------------ | ------------------------------------------------------ | ------------------------------------------------------ | ------------------------------------------------------ | ------------------------------------------------------ | ------------------------------------------------------ |
| 역대 최고 기온 °C (°F)                                 | 22.8 (73.0)                                            | 25.2 (77.4)                                            | 34.8 (94.6)                                            | 33.8 (92.8)                                            | 40.0 (104.0)                                           | 44.6 (112.3)                                           | 45.5 (113.9)                                           | 45.0 (113.0)                                           | 41.9 (107.4)                                           | 36.8 (98.2)                                            | 29.6 (85.3)                                            | 23.4 (74.1)                                            | 45.5 (113.9)                                           |
| 일평균 최고 기온 °C (°F)                               | 9.6 (49.3)                                             | 11.8 (53.2)                                            | 14.9 (58.8)                                            | 20.0 (68.0)                                            | 25.7 (78.3)                                            | 30.9 (87.6)                                            | 33.0 (91.4)                                            | 32.4 (90.3)                                            | 28.7 (83.7)                                            | 22.1 (71.8)                                            | 16.0 (60.8)                                            | 10.9 (51.6)                                            | 21.3 (70.3)                                            |
| 일일 평균 기온 °C (°F)                                 | 5.1 (41.2)                                             | 6.8 (44.2)                                             | 9.5 (49.1)                                             | 14.0 (57.2)                                            | 19.6 (67.3)                                            | 24.9 (76.8)                                            | 27.1 (80.8)                                            | 26.0 (78.8)                                            | 22.0 (71.6)                                            | 16.1 (61.0)                                            | 10.8 (51.4)                                            | 6.3 (43.3)                                             | 15.0 (59.0)                                            |
| 일평균 최저 기온 °C (°F)                               | 0.5 (32.9)                                             | 1.5 (34.7)                                             | 3.4 (38.1)                                             | 6.3 (43.3)                                             | 10.8 (51.4)                                            | 15.0 (59.0)                                            | 17.6 (63.7)                                            | 17.1 (62.8)                                            | 14.1 (57.4)                                            | 9.8 (49.6)                                             | 5.5 (41.9)                                             | 1.8 (35.2)                                             | 8.6 (47.5)                                             |
| 역대 최저 기온 °C (°F)                                 | −21.6 (−6.9)                                           | −10.5 (13.1)                                           | −7.0 (19.4)                                            | −3.4 (25.9)                                            | 1.4 (34.5)                                             | 7.2 (45.0)                                             | 11.0 (51.8)                                            | 10.0 (50.0)                                            | 5.0 (41.0)                                             | −2.0 (28.4)                                            | −6.4 (20.5)                                            | −17.5 (0.5)                                            | −21.6 (−6.9)                                           |
| 평균 강수량 mm (인치)                                  | 29.7 (1.17)                                            | 34.9 (1.37)                                            | 36.3 (1.43)                                            | 28.9 (1.14)                                            | 37.1 (1.46)                                            | 23.5 (0.93)                                            | 20.3 (0.80)                                            | 15.5 (0.61)                                            | 29.4 (1.16)                                            | 47.1 (1.85)                                            | 58.2 (2.29)                                            | 52.3 (2.06)                                            | 413.2 (16.27)                                          |
| 평균 강수일수 (≥ 1.0 mm)                               | 5.8                                                    | 5.8                                                    | 5.8                                                    | 5.0                                                    | 5.3                                                    | 3.5                                                    | 2.0                                                    | 1.7                                                    | 2.8                                                    | 5.5                                                    | 6.5                                                    | 6.9                                                    | 56.6                                                   |
| 평균 상대 습도 (%)                                     | 79.5                                                   | 75.9                                                   | 74.1                                                   | 68.7                                                   | 61.7                                                   | 49.9                                                   | 46.4                                                   | 50.0                                                   | 58.6                                                   | 69.9                                                   | 78.9                                                   | 82.5                                                   | 66.3                                                   |
| 평균 월간 일조시간                                     | 104.7                                                  | 117.8                                                  | 157.5                                                  | 213.8                                                  | 266.3                                                  | 307.2                                                  | 337.1                                                  | 320.1                                                  | 247.6                                                  | 171.8                                                  | 126.0                                                  | 101.0                                                  | 2,470.9                                                |
| 출처: 미국 해양대기청                                  |                                                        |                                                        |                                                        |                                                        |                                                        |                                                        |                                                        |                                                        |                                                        |                                                        |                                                        |                                                        |                                                        |

## 행정
라리사 지방체는 2011년 지방 정부 개혁을 통해 다음 3개의 이전 지방체를 통합해 세워졌으며, 기존에 있던 지방체는 지방 단위가 되었다.
- 야눌리
- 코일라다
- 라리사

### 지구
라리사시 단위는 네 개의 도시 지구 또는 시 공동체(29개 도시 지역)와 두 개의 교외 공동체(암피테아와 쿨루리온)로 나뉜다. 이 시에는 또한 테르프시테아 공동체(교외 공동체 아르기사 포함)도 포함된다.
제1시구
(인구 26,035명)
1. 파파스타브루
2. 성 아타나시오스
3. 알카자르
4. 히포크라테스-페라
5. 포타모폴리스
6. 필리포폴리스
7. 리바다키
8. 성 토마스
9. 성 파라스케비-메주를로
10. 네아폴리스

제2시구
(인구 41,816명)
1. 성 아켈리오스
2. 성 니콜라오스
3. 암벨로키포이
4. 성 사라타
5. 성 콘스탄티노스
6. 스타트모스

제3시구
(인구 30,121명)
1. 라하노키포이
2. 네아 스미르네-카미니아
3. 칼리비아-성 마리나
4. 성 게오르기오스
5. 아나톨리
6. 쿨루리
7. 암피테아

제4시구
(인구 26,814명)
1. 하라브기-툼바-오케
2. 피로볼리카-파로스
3. 아베로프-세크포
4. 네아 폴리티아
5. 에피로티카
6. 안토폴리스
7. 네라이다
8. 캄포스

테르프시테아 공동체
(인구 1,290명)
1. 테르프시테아
2. 아르기사

2011년 1월 1일부터 칼리크라티스 계획(그리스의 새로운 행정 구역 계획)에 따라 새로운 라리사 지방체는 이전의 야눌리와 코일라다 지방체도 포함한다.

### 주
라리사주(그리스어: Επαρχία Λάρισας)는 라리사현의 주 중 하나였다. 라리사주의 영역은 현재의 라리사 지방체(야눌리 지방자치단위 제외)와 템피 지방체(고노이와 카토 올림포스 지방단위 제외)의 영역과 일치했다. 2006년에 폐지되었다.

### 주요 도로
| - 안티무 가지 거리 - 쿠마 거리 - 루스벨트 거리 - 8월 31일 거리 - 카라마늘리 대로 - 쿠문두루 - 만딜라라 - 리조풀루 - 파파나스타시우 - 베니젤루 (옛 마케도니아스) - 키프로우 (알렉산드라스) - 폴리카르푸 | - 아스클레피우 거리 - 이룬 폴리테크니우 대로 - 람브라키 거리 - 테티도스 거리 - 코라이 - 입실란티 - 치미스키 - 스클리루 - 파나굴리 - 이오안니논 - 콜로코트로니 - 마놀라키 - 니키타라 |

### 역대 시장
1881년부터 2023년까지 라리사의 시장은 다음과 같다.
| - 하산 에템 아가 (1881년~1882년) - 아르기리오스 디디카스 - 크리스토스 게오르기아디스 - 디오니시오스 갈라티스 - 아킬레아스 아스테리아디스 - 아킬레아스 로지오타투 - 콘스탄티노스 아나스타시아디스 - 콘스탄티노스 마르키디스 - 바실레이오스 실리브리디스 - 아나스타시오스 자르마니스 - 미하일 삽카스 (1914년~1917년, 1925년~1934년) - 콘스탄티노스 블라호스 - 크리스토스 쿠추바스 - 디미트리스 파파게오르기우 | - 바실레이오스 아르세니디스 - 스틸리아노스 아스테리아디스 - 니콜라오스 자벨라스 - 디미트리오스 카라타노스 - 소티리오스 자지아스 - 디미트리오스 하치기안니스 - 아타나시오스 메시니스 - 스틸리아노스 조그라피디스 - 아가멤논 블라나스 (1975년~1978년) - 알렉산드로스 혼드로네시오스 (1978년~1980년) - 아리스테이데스 람브롤리스 (1980년~1994년) - 크리스토둘로스 카페스 (1994년~1998년) - 콘스탄티노스 자나쿨리스 (1998년~2014년) - 아포스톨로스 칼로기안니스 (2014년~2023년) - 아타나시오스 마마코스 (2024년~현재) |

## 경제
라리사는 테살리아 평야 덕분에 그리스의 주요 농업 중심지이다.
제조업 부문에서 라리사는 비오카르페트 카펫 회사 (이전에는 AEL FC의 주요 주주이기도 했음)와 오리엔트 바이크 공장이 있는 곳이기다.
또한 그리스에서 1인당 술집-주점-레스토랑 비율이 가장 높은 도시이기도 하다. 미켈 커피 컴퍼니와 브루노 커피 스토어 체인점이 이 도시에서 시작되었고 본사도 이곳에 있다.

## 문화

말 조각상

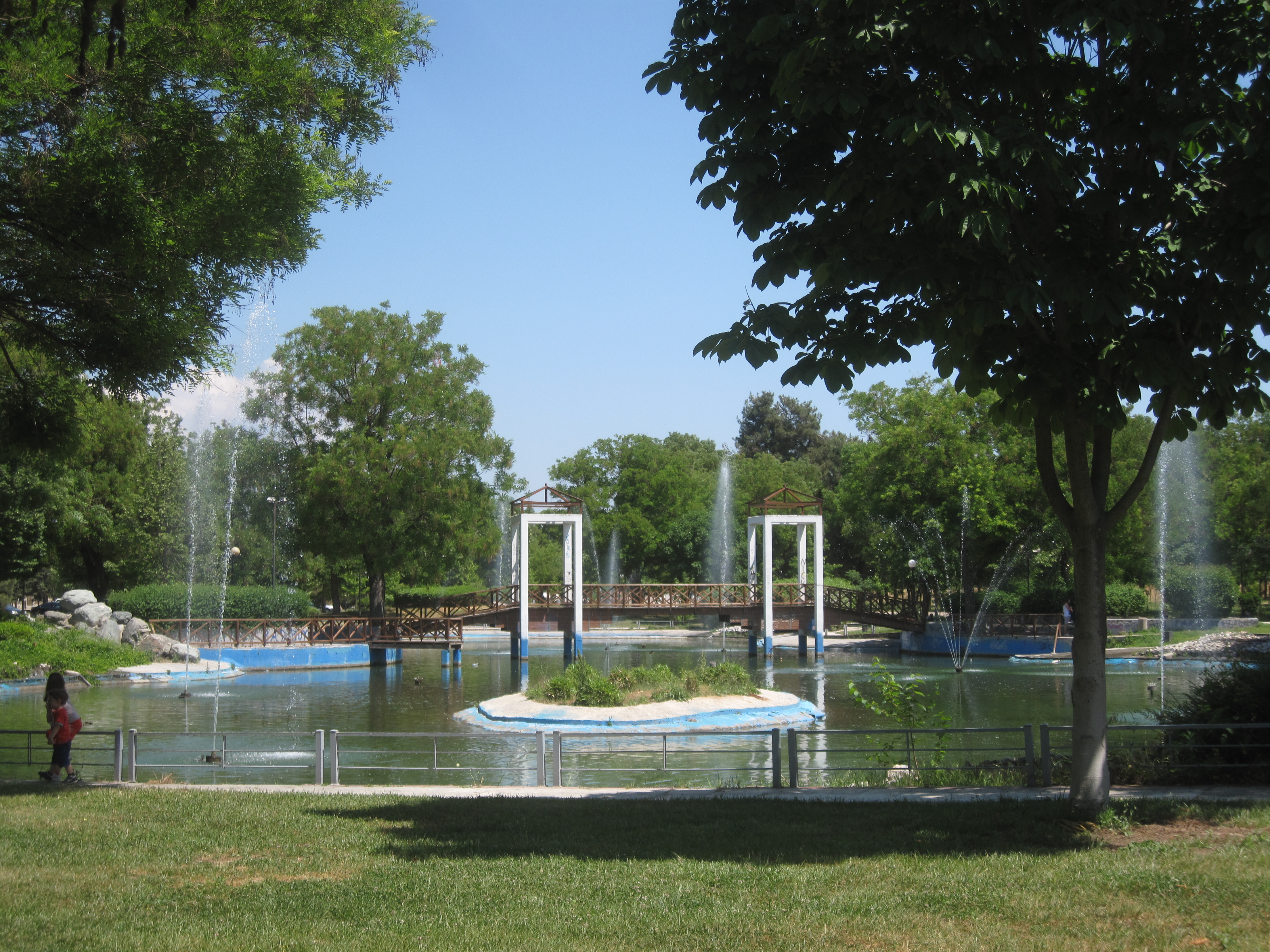
알카자르 공원

테살리아 극장

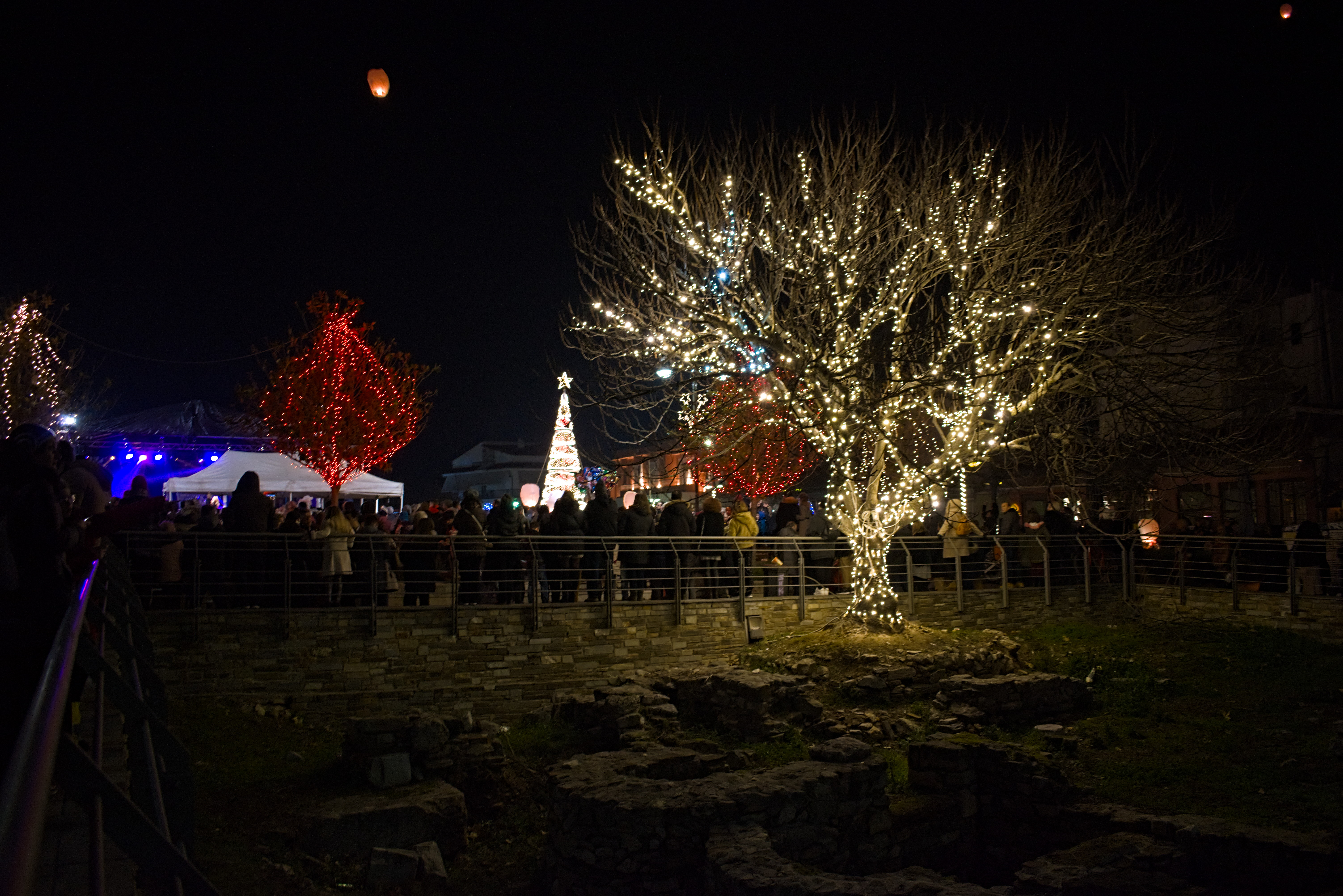
프루리오 언덕에서 열린 새해 전야 콘서트

### 극장과 오데온
- 라리사 시립 음악원[29]
- 파파스 마일 극장[30]
- 라리사 OUHL 시립극장[31] (테살리아 극장)
- 하치기아네이오 문화 센터
- 티리톰바 그림자 극장

### 요리
지역 전통 요리는 다음과 같다.

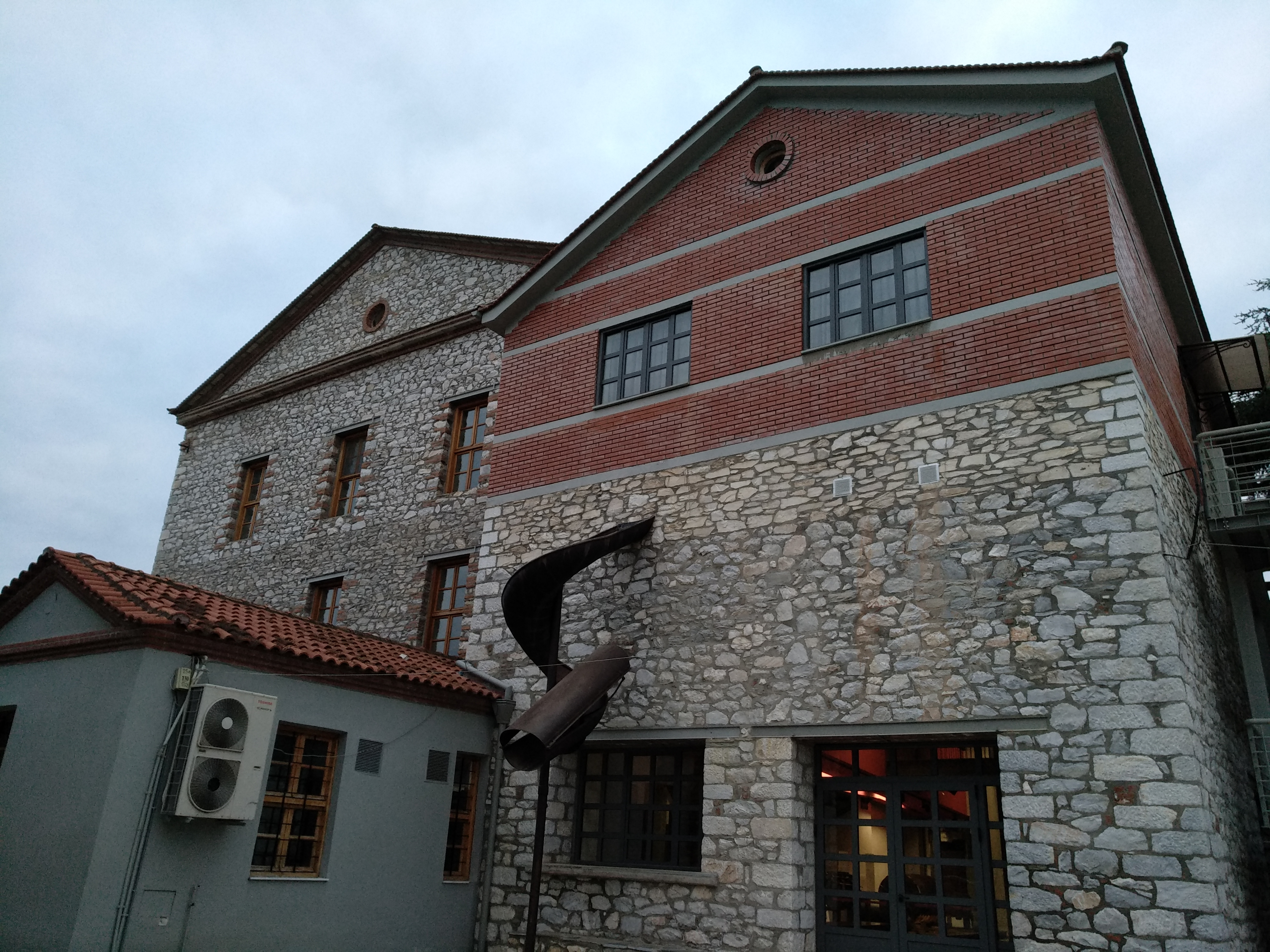
파파스 옛 방앗간

- 바치나 (Μπατζίνα) 오븐에 구운 파이
- 켈라이디 (Κελαηδί)
- 피타 (Πίτα, 전통적인 파스타 필로를 넣고 오븐에 구운 파이) (크레아토피타, 루카니코피타, 멜린차노피타, 티로피타, 스파나코피타 등)
- 플라스토스 (Πλαστός) 파이
- 라하놉소모 (Λαχανόψωμο) 양배추 빵
- 할와스 (Χαλβάς) 단 과자

### 박물관
- 라리사 시대사 박물관 / 라리사 고고학 및 비잔틴 박물관[32]
- 라리사 시립 미술관 – G.I. 카치그라스 박물관[33]
- 라리사 민속 역사 박물관[34]
- 라리사 군 수의 박물관
- 라리사 민속학회 박물관
- 곡물 및 밀가루 박물관

### 미디어
- TV: 테살리아 라디오 텔레비전 (TRT), 아스트라 TV, 포미디어 TV
- 언론: 엘레프테리아, 폴리티아 라리세온 (신문)

### 축제
라리사에서 주최하는 주요 축제 중에는 "피네이오스 축제"(주로 음악), "공연 예술의 밀"과 주요 농업 박람회인 "아그로테살리아"가 있다.

### 단체
- 블라흐 문화협회 범헬레니즘 연맹

### 대중 문화
- 그리스 영화 중 라리사 지역에서 일부 촬영되었고 이 지역의 역사를 다룬 주목할 만한 영화는 바실리스 게오르기아디스의 《땅 위의 피》 (1966)이다.

## 교통
라리사는 테살리아 평야의 중앙에 있으며 A1 고속도로와 국도 EO3, EO6와 연결된다.
- 라리사 시내버스 체계
- 라리사 시외버스 체계 (크텔 라리사스)
- 라리사 중앙역 북위 39° 37′ 46″ 동경 22° 25′ 22.2″ / 북위 39.62944°  동경 22.422833°
- 메주를로 화물역 북위 39° 37′ 08″ 동경 22° 24′ 30″ / 북위 39.61889°  동경 22.40833°
- 라리사 국제공항 (군용)

## 스포츠

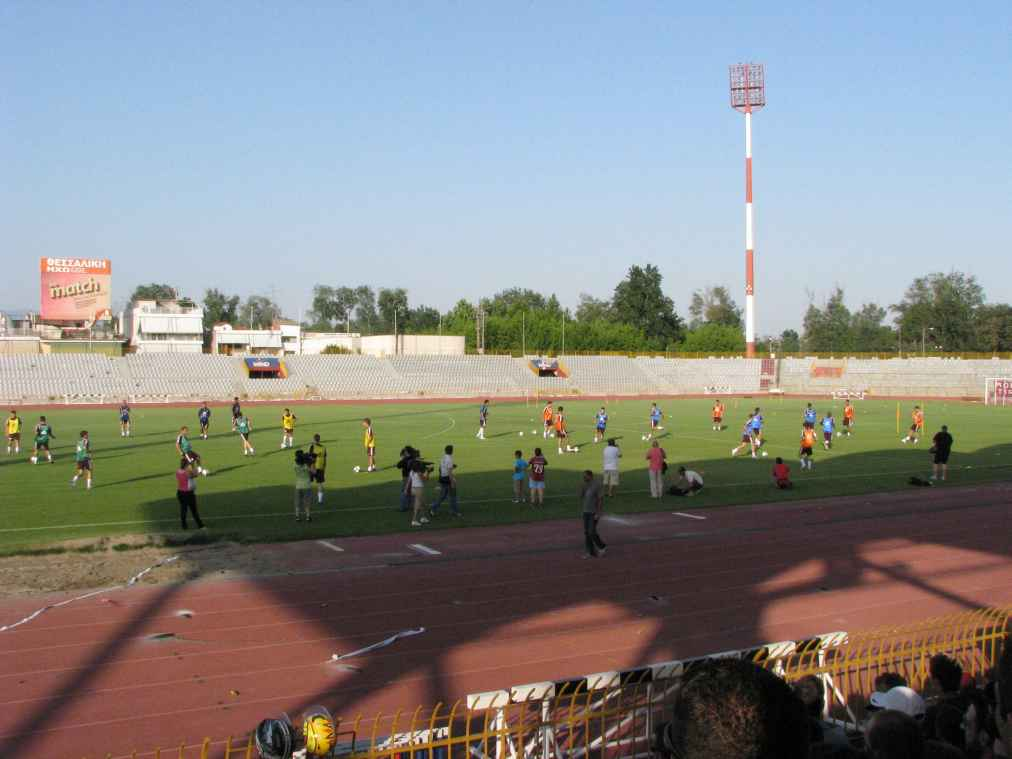
알카자르 경기장

지역 축구 클럽인 AEL FC는 그리스 수페르리가에 참가하고 있다. 이 팀은 1988년에 그리스 챔피언십에서 우승했고, 1985년과 2007년에 그리스 컵에서 우승했다. 이 우승 기록으로 AEL은 그리스에서 가장 중요한 다섯 축구 클럽 중 하나로 기록되었다.
오랜 역사를 가진 다른 두 프로 축구 클럽도 이 도시를 대표하는데 각각 아폴론과 이라클리스이다.
AEL은 2010년 11월부터 UEFA 3성 등급의 축구 경기장인 AEL FC 아레나를 홈 구장으로 사용하고 있다. 다른 중요한 스포츠 경기장으로는 알카자르 경기장과 네아폴리 실내 경기장을 포함하는 라리사 국립 스포츠 센터(EAK Larissas)가 있다.
라리사 국립 스포츠 센터는 다양한 스포츠와 행사(축구, 농구, 레슬링, 수영, 복싱, 무술, 핸드볼, 수구 등)를 개최할 수 있으며, 스포츠 홀은 중요한 스포츠 행사(1995년 FIBA U-19 세계 선수권, 1997년 여자 유로리그 파이널 포, 2003년 그리스 농구 컵 파이널 포, 무술 행사 등)를 개최했으며, 댄스 페스티벌과 같은 문화 행사에도 사용된다.
| 클럽                                 | 스포츠 | 설립               | 업적                              |
| ------------------------------------ | ------ | ------------------ | --------------------------------- |
| 아폴론 라리사                        | 축구   | 1930               | 그리스 수페르리가 2 참가          |
| A.E.L. (라리사 운동 연합)            | 축구   | 1964               | 그리스 챔피언십 및 그리스 컵 우승 |
| A.E.L. (라리사 운동 연합)            | 농구   | 2006               | 이전 그리스 농구 리그 참가        |
| EA 라리사                            | 배구   | 1968               | 이전 그리스 배구 리그 참가        |
| 이라클리스 라리사                    | 축구   | 1930/1982 (재창립) | 그리스 수페르리가 2 참가          |
| 올림피아 라리사                      | 농구   | 1979               | 이전 그리스 농구 리그 참가        |
| 라리사                               | 농구   | 1984               | 그리스 농구 리그 참가             |
| 김나스티코스 S. 라리사스             | 농구   | 1928               | 이전 그리스 농구 리그 참가        |
| 필라틀리티코스 라리사이코스 실로고스 | 배구   | 1990               | 이전 그리스 여자 배구 리그 참가   |

## 인구 변화
라리사의 인구는 시기에 따라 다음과 같이 변화했다.
| 연도 | 시 단위 | 지방체  |
| ---- | ------- | ------- |
| 1940 | 32,686  | 35,344  |
| 1951 | 41,016  | -       |
| 1961 | 56,010  | -       |
| 1971 | 72,336  | -       |
| 1981 | 102,426 | -       |
| 1991 | 113,090 | 129,429 |
| 2001 | 131,095 | 145,981 |
| 2011 | 146,926 | 162,591 |
| 2021 | 148,562 | 164,095 |

## 주요 인물

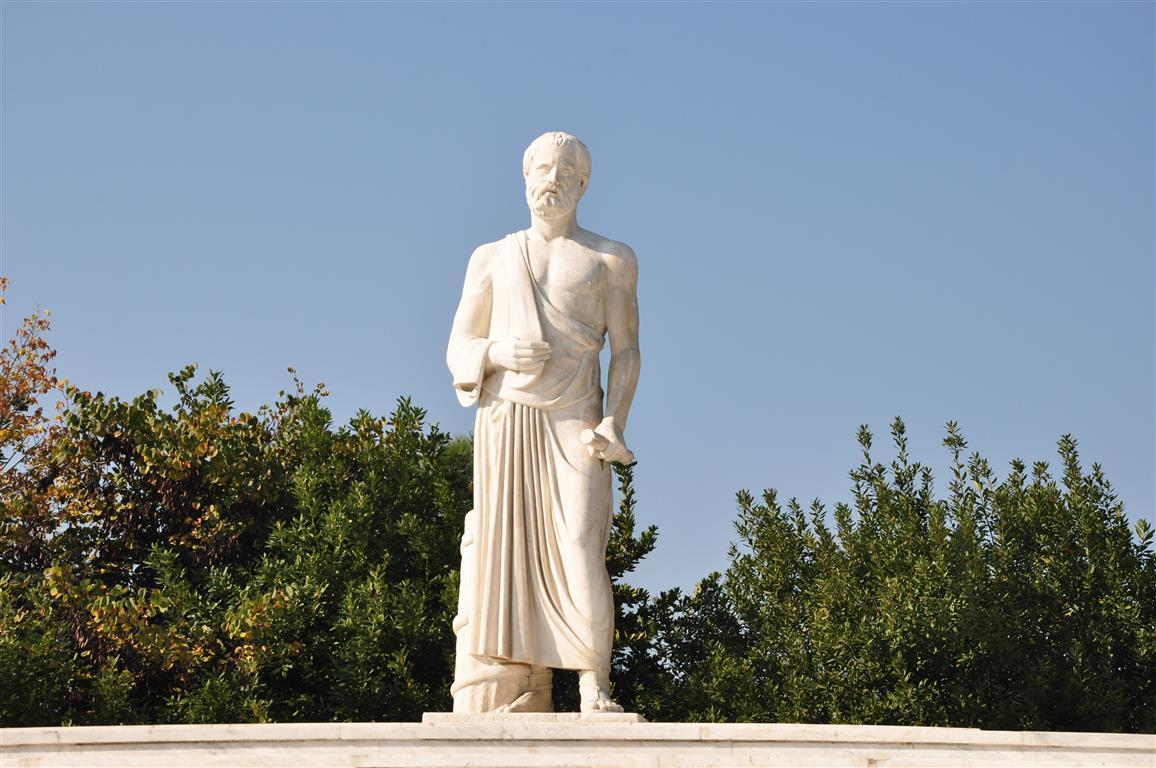
비석 기념물에 있는 히포크라테스 동상 (조각가 게오르기오스 칼라칼라스)

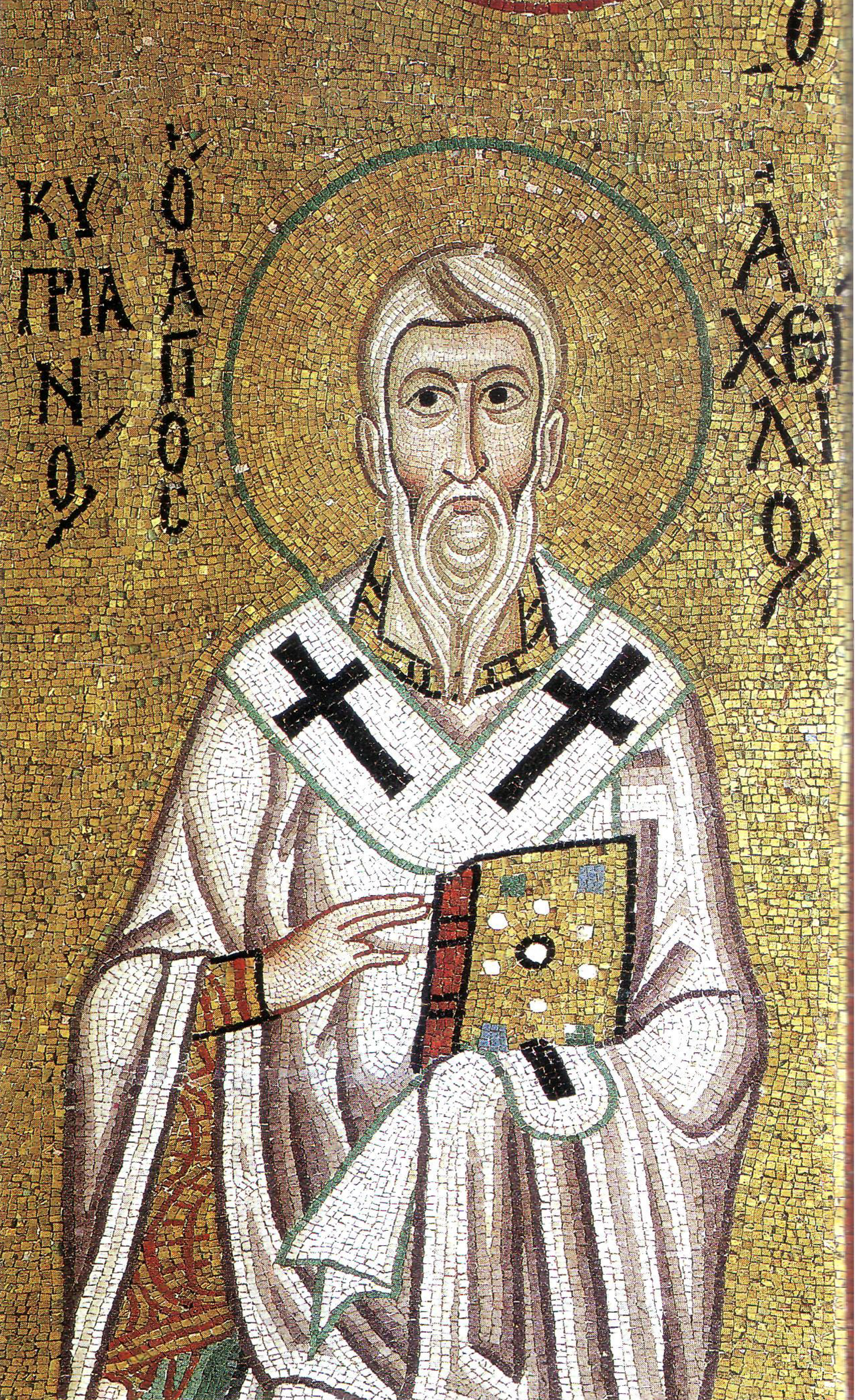
라리사의 아킬리우스

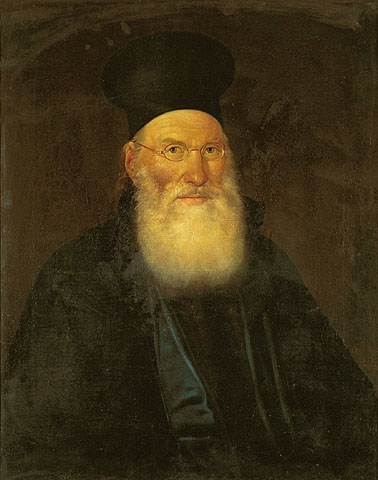
테오클리토스 파르마키디스

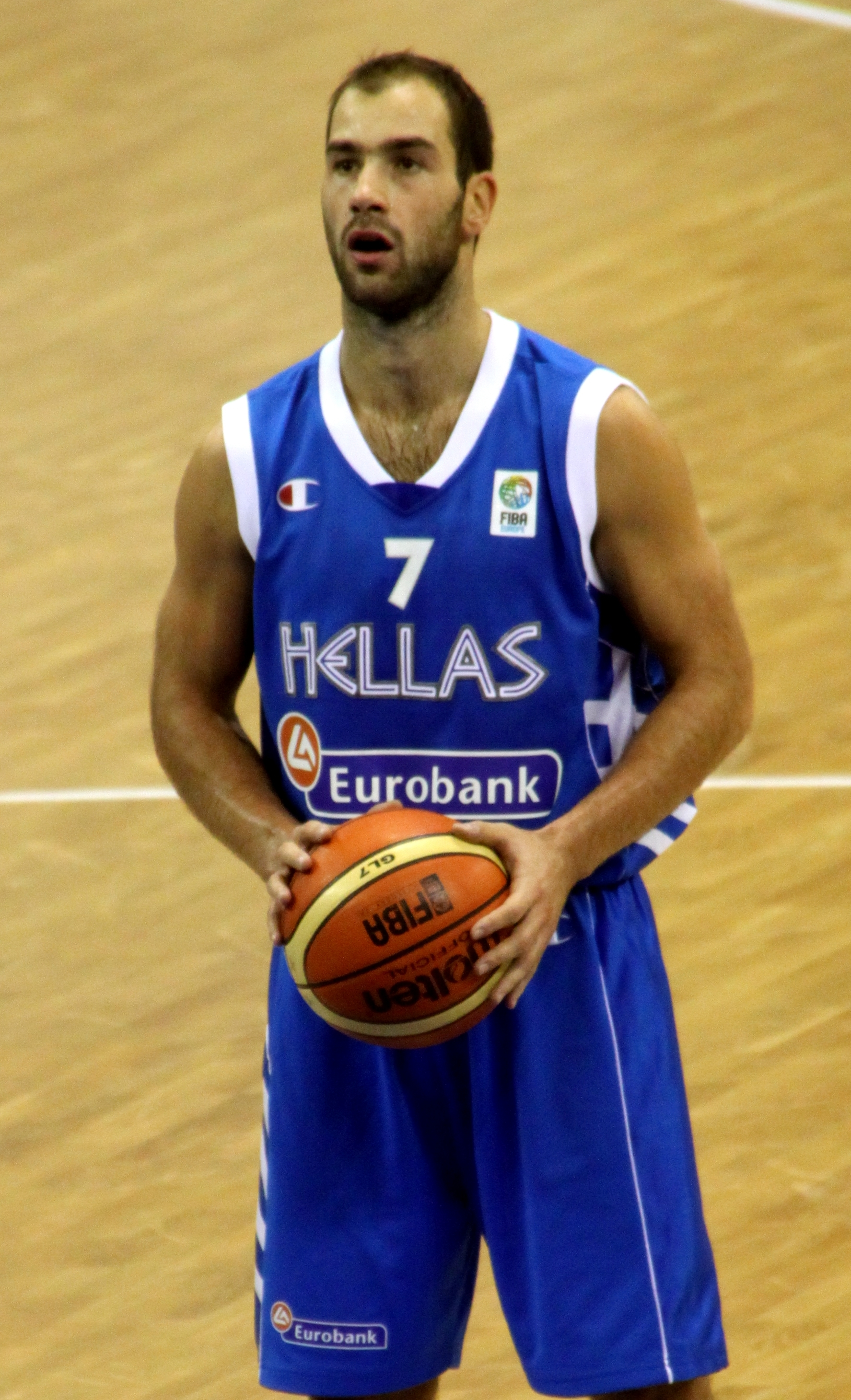
바실리스 스파눌리스

### 고대
- 캄파스페, 알렉산더 대왕의 정부
- 아킬레우스 (신화)
- 레온티노이의 고르기아스 (기원전 483년–375년), 소피스트. 라리사에서 활동하고 사망했다.
- 코스의 히포크라테스 (기원전 460년–370년), 의사. 라리사에서 활동하고 사망했다.
- 메디우스 (기원전 4세기), 알렉산더 대왕의 장교
- 필리나 (기원전 4세기), 무희, 필리포스 3세 아리다이오스의 어머니
- 필론 (기원전 1세기), 철학자
- 헤게사라투스 (기원전 약 48년), 정치 지도자[36]
- 라리사의 헬리오도로스, 수학자
- 라리사의 아킬리우스 (270년–330년), 초대 주교이자 도시의 수호성인

### 중세
- 라리사의 이레네, 불가리아의 황후 배우자
- 아가타, 불가리아 사무일의 아내
- 니콜리차스 델피나스, 라리사의 비잔틴 영주

### 현대
- 알렉산더 헬라디우스, 학자
- 기오르가키스 올림피오스 (1772년–1821년), 그리스 독립 전쟁 사령관
- 테오클리토스 파르마키디스 (1784년–1860년), 학자, 근대 그리스 계몽주의의 인물
- 모셰 페사흐 (1869년–1955년), 랍비
- 미하일 삽카스, 라리사 시장 및 국회의원
- 아킬레아스 프로토신겔로스, 육군 장교
- M. 카라가치스 (1908년–1960년), 소설가 및 언론인
- 소피아 벰보 (1910년–1978년), 가수 및 배우
- 엘레니 자피리우 (1916년–2004년), 배우
- 안토니스 브라차노스 (1919년–2008년), 제2차 세계 대전 중 저항 인물
- 코스타스 구스구니스 (1931년–2022년), 포르노 배우
- 아테나 타차 (1936년–), 예술가
- 에프티미오스 크리스토둘루 (1932년–), 경제학자
- 게오르기오스 수플리아스 (1941년–), 정치인
- 안젤라 코콜라, 정치인
- 페트로스 에프티미우 (1950년–), 정치인
- 라키스 라조풀로스 (1956년–), 배우, 코미디언, 각본가 및 감독
- 타나시스 파파콘스탄티누 (1959년–), 시인, 작곡가, 가수 및 음악가
- 게오르기오스 미치보나스 (1962년–1997년), 축구선수
- 마리아 파파야니 (1964년–), 작가
- 바실리스 카라피알리스 (1965년–), 축구선수
- 크리스토스 파푸치스, 정치인
- 마리아 스피라키, 정치인
- 에카테리니 보골리 (1970년–), 원반던지기 선수
- 알렉시스 게오르굴리스 (1974년–), 배우
- 코스타스 할키아스 (1974년–), 축구선수
- 야니스 구마스 (1975년–), 축구선수
- 디모스테니스 디쿠디스 (1977년–), 농구선수
- 네스토라스 콤마토스 (1977년–), 농구선수
- 파니 할키아 (1979년–), 허들 선수
- 디미트리스 스파눌리스 (1979년–), 농구선수
- 테오파니스 게카스 (1980년–), 축구선수
- 방겔리스 모라스 (1981년–), 축구선수
- 바실리스 스파눌리스 (1982년–), 농구선수
- 요르고스 치아라스 (1982년–), 농구선수
- 바실리오스 쿠치아니쿨리스 (1988년–), 축구선수
- 하이도 알렉술리 (1991년–), 멀리뛰기 선수
- 크리술라 아나그노스토풀루 (1991년–), 원반던지기 선수
- 바실레이아 자후 (1994년–), 체조선수

## 자매 도시
라리사는 다음과 자매 결연을 맺고 있다.
- 아나파, 러시아 (2016년)
- 벌치, 몰도바 (1986년)
- 반스카비스트리차, 슬로바키아 (1985년)
- 포차, 보스니아 헤르체고비나 (1994년)
- 녹스빌, 미국 (1996년)
- 코스, 그리스 (1978년)
- 라르나카, 키프로스 (1990년)
- 리브니크, 폴란드 (2003년)
- 스타라자고라, 불가리아 (1985년)

## 갤러리

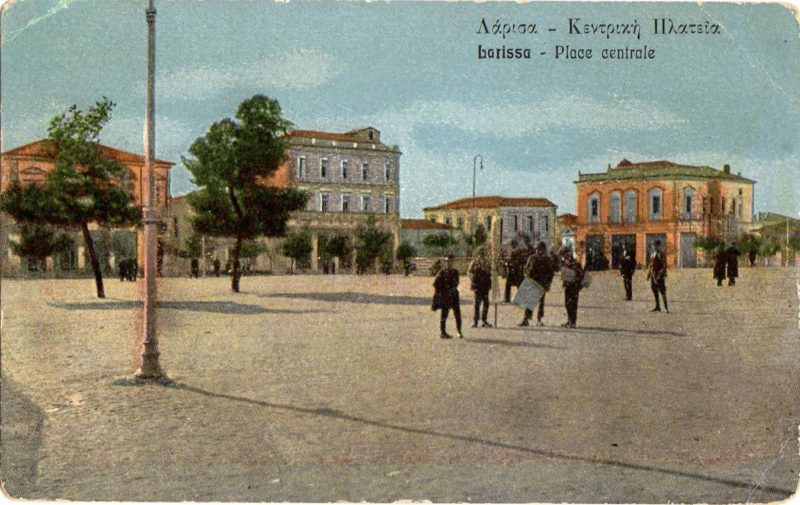
중앙 광장 (테미도스), 1920년
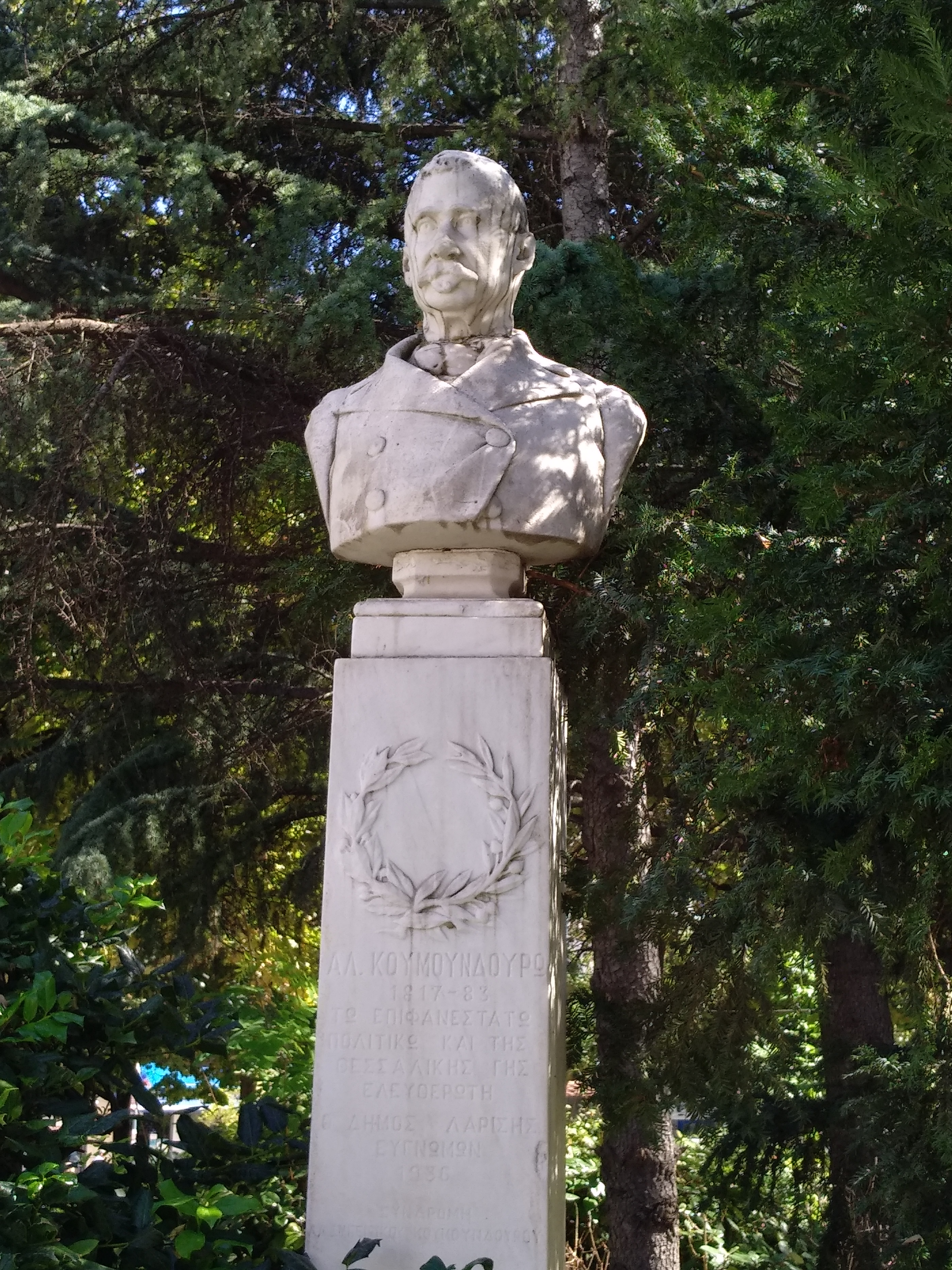
중앙 광장에 있는 쿠문도로스 흉상
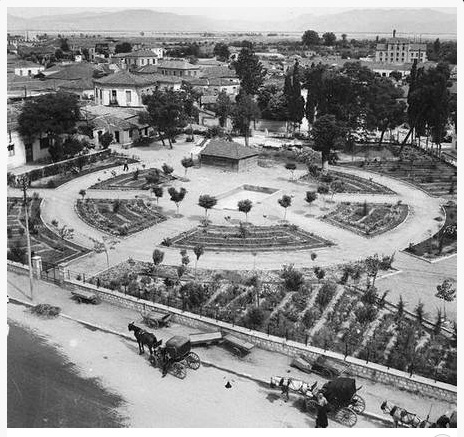
1940년대 도시 전경
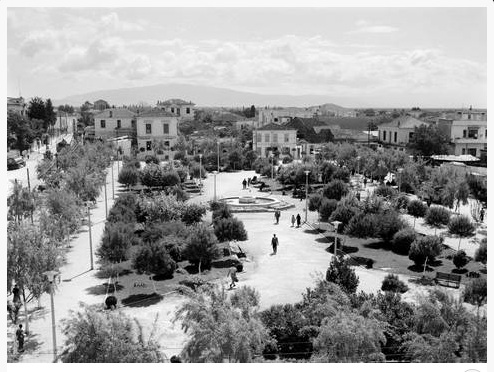
1950년대 타히드로미우 광장
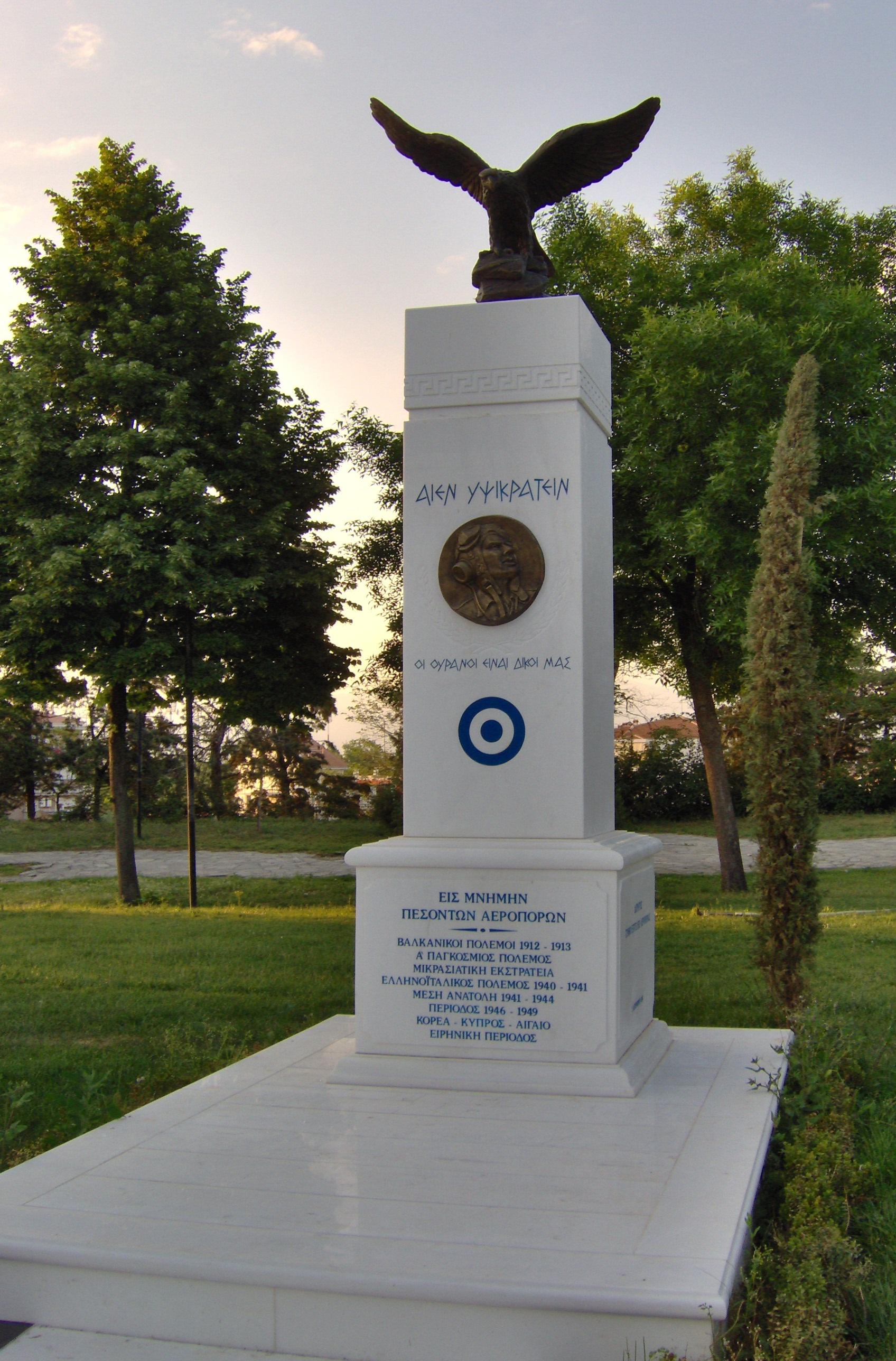
전쟁 기념비
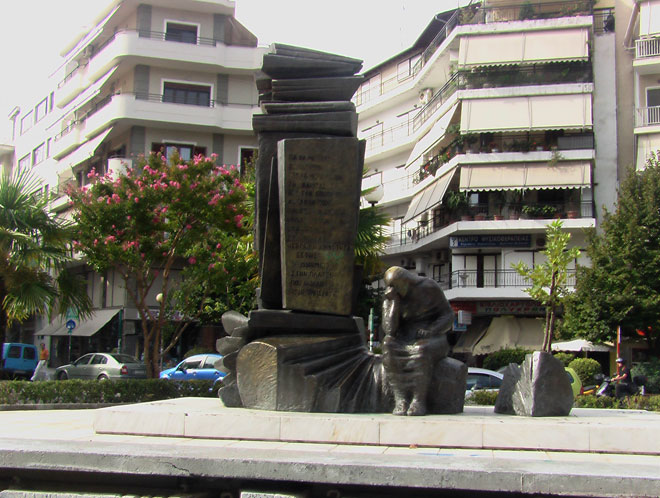
홀로코스트 기념비
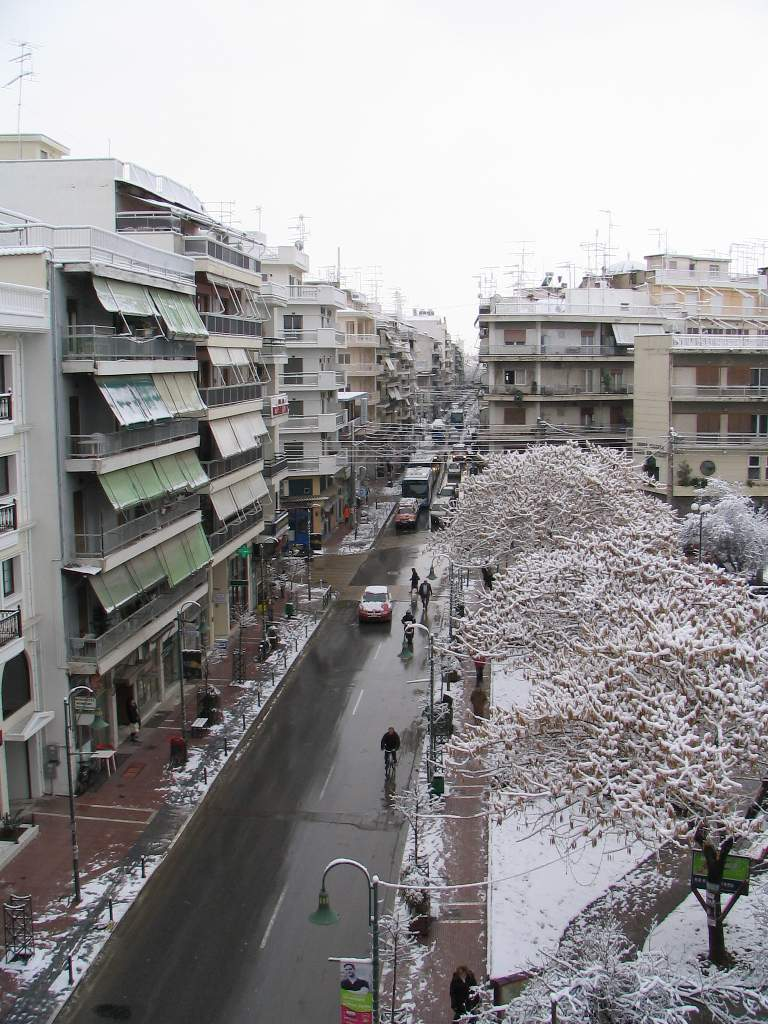
겨울 눈 덮인 도시
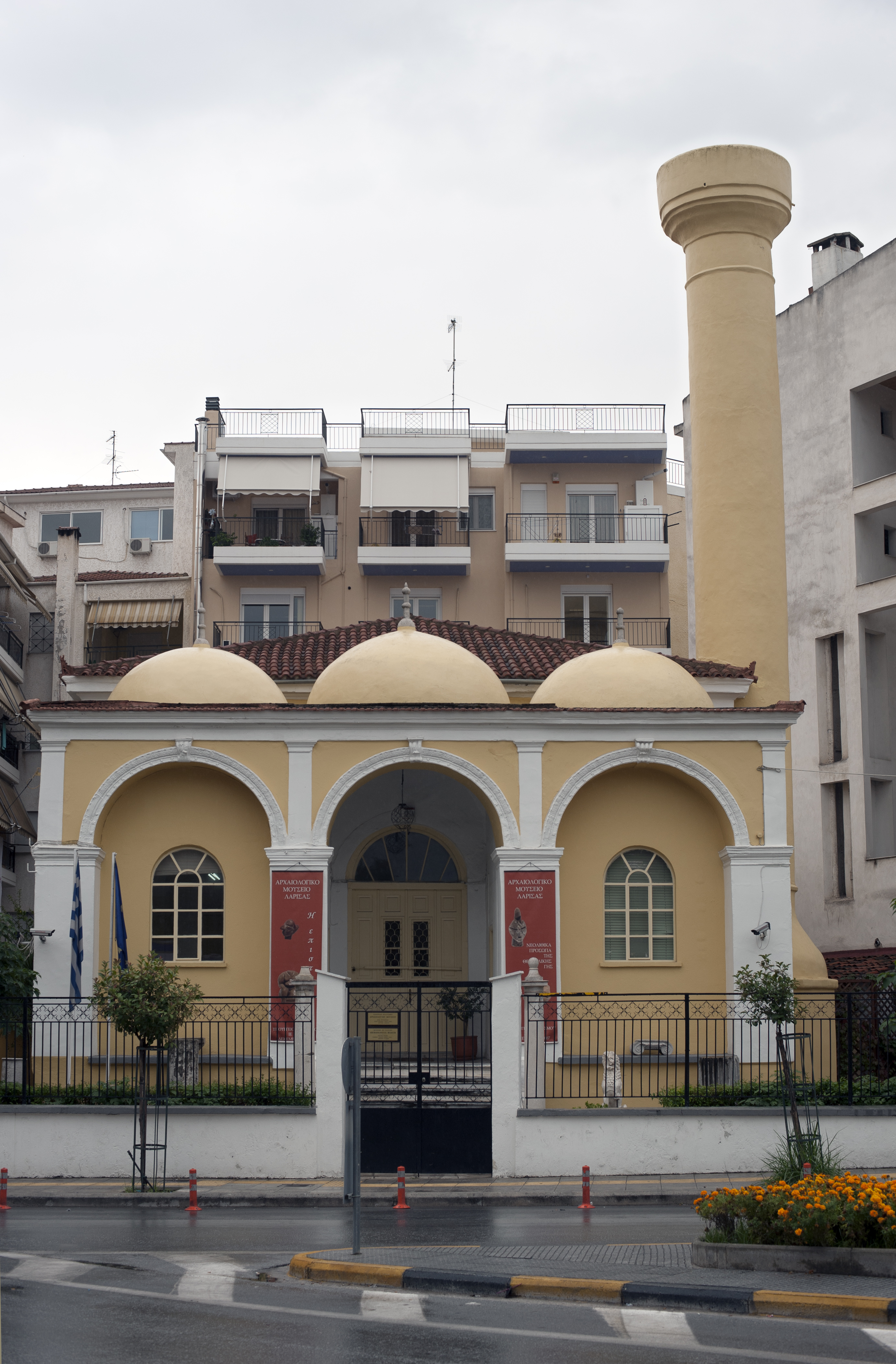
예니 자미, 이전 라리사 고고학 박물관 건물
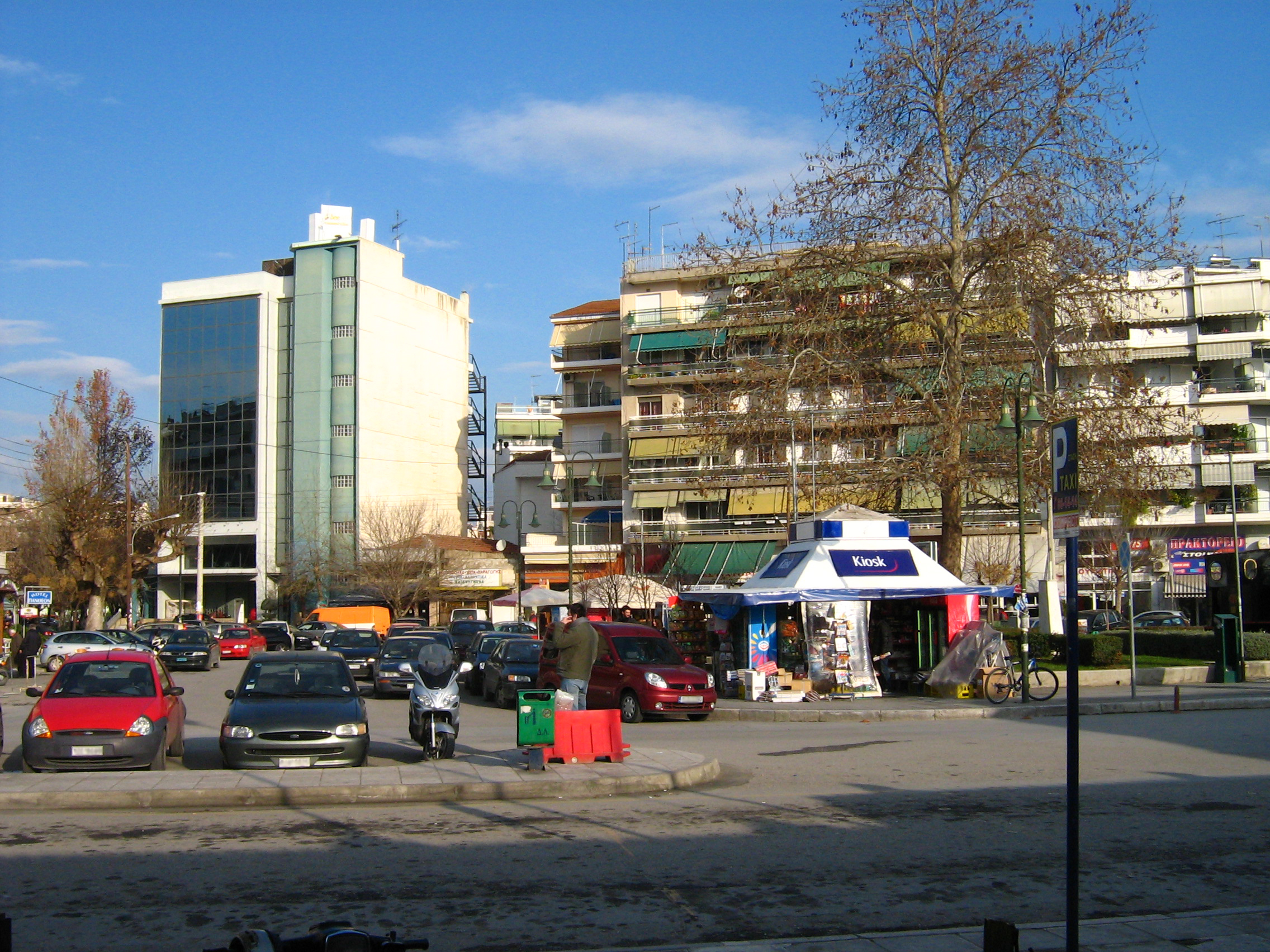
철도역 광장

## 같이 보기
- 암벨라키아 (라리사)
- 템페 계곡
- 테살리아 대학교